# Liste von Söhnen und Töchtern Rostocks
In der Hansestadt Rostock geborene, bedeutende Persönlichkeiten in der Reihenfolge ihres Geburtsjahrgangs:
(Für Persönlichkeiten, die nicht in Rostock geboren wurden, siehe Liste von Persönlichkeiten der Stadt Rostock.)

## Bis 16. Jahrhundert

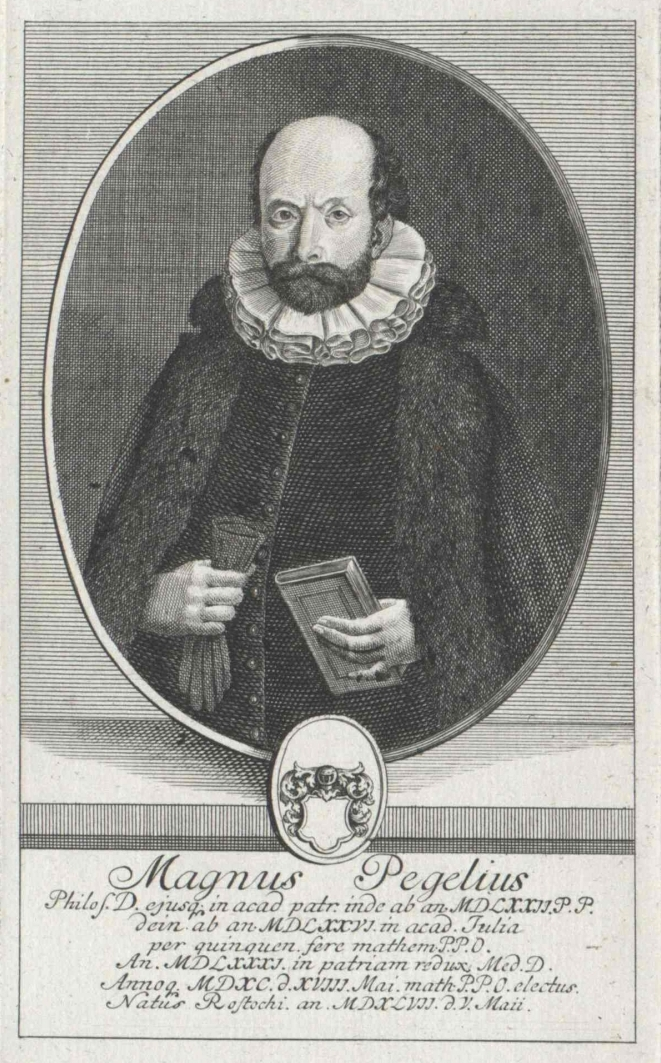
Magnus Pegel
(1547–1619)

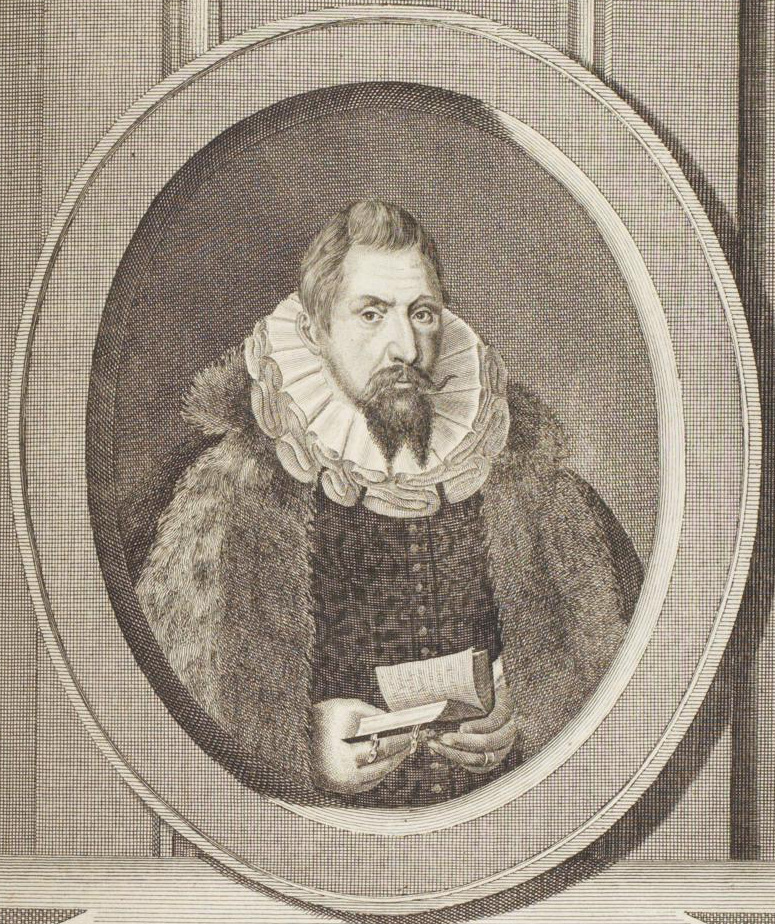
Johannes Posselius d. J. (1565–1623)

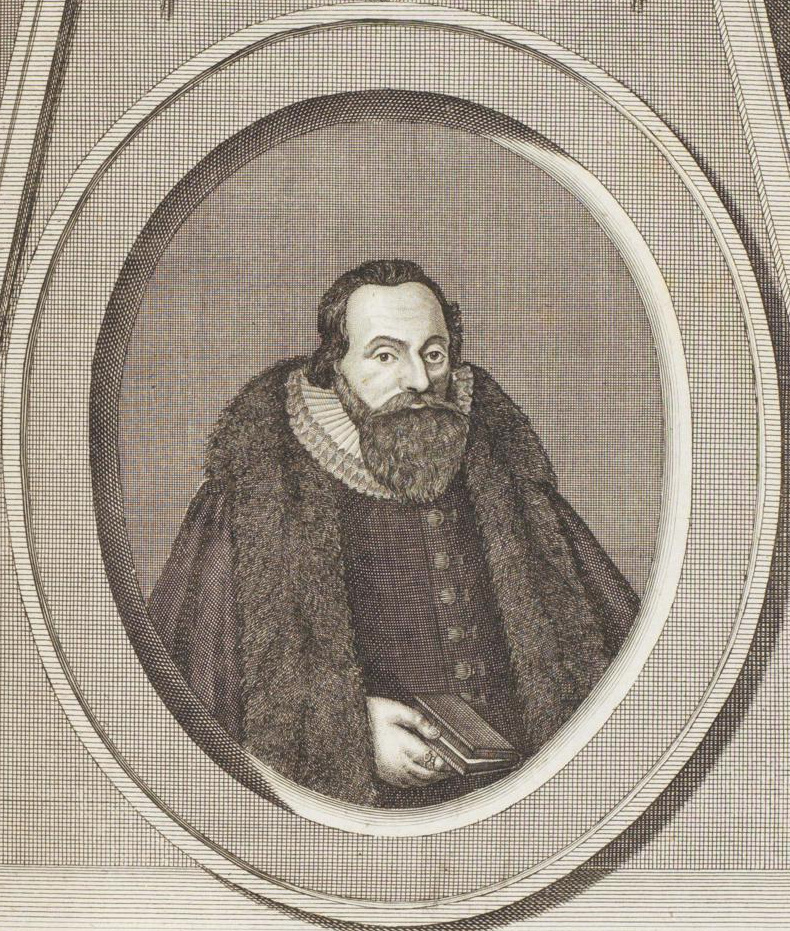
Johann Sibrand d. Ä.
(1569–1638)

- Arnold Kröpelin (um 1310 – 1393/1394), Kaufmann, Ratsherr und Bürgermeister der Hansestadt Rostock
- Heinrich von Vemern (um 1310 – 1374), Geistlicher, Prokurator an der römischen Kurie, Domherr in Lübeck und Schwerin
- Dietrich Zukow (um 1380 – 1442), Jurist, Hochschullehrer und Syndicus der Hansestadt Lübeck
- Johannes Wyse (um 1410 – 1486), Theologieprofessor
- Nicolaus Rutze (um 1460 – vor 1520), Theologe
- Thomas Kaske (um 1490 – um 1550), Ratsherr und von etwa 1525 bis 1535 Flottenführer der Wendischen Städte der Hanse
- Andreas Eggerdes (um 1500 – 1550), katholischer Theologe, Hochschullehrer und Rektor der Universität Rostock
- Jakob Crusius (um 1520 – 1597), lutherischer Theologe
- Andreas Martini (um 1520 – 1561), evangelischer Theologe
- Laurentius Kirchhoff (um 1528 – 1580), Rechtswissenschaftler
- Marcus Lüschow (1541–1601), Rechtswissenschaftler, Hochschullehrer und mehrfach Rektor der Universität Rostock
- Nicolaus Gryse (1543–1614), lutherischer Geistlicher
- Magnus Pegel (1547–1619), Arzt und Mathematiker
- Oswald Schlee (1553–1613), lutherischer Geistlicher und Theologe, Superintendent
- Vicke Schorler (um 1560 – 1625), Chronist und Krämer
- Jacob Bacmeister (1562–1591), lutherischer Theologe und Hebraist
- Johann Bacmeister der Ältere (1563–1631), Professor der Medizin und Leibarzt
- Bartholomäus Coppenius (1565–1617), reformierter Theologe
- Michael Detharding (1565–1625), Mediziner
- Heinrich Pauli (1565–1610), Mediziner, Professor der Medizin und Rektor der Universität Rostock
- Johannes Posselius (der Jüngere) (1565–1623), Professor für griechische Sprache und Rektor der Universität Rostock
- Statius Borcholt (1569–1617), Jurist
- Johann Sibrand (der Ältere) (1569–1638), Rechtswissenschaftler und Hochschullehrer an der Universität Rostock, Stadtsyndikus
- Lucas Bacmeister der Jüngere (1570–1638), Professor der Theologie und Superintendent
- Peter Sasse (1571–1642), Philosoph, Professor der Logik
- Albert Hein der Ältere (1571–1636), Rechtswissenschaftler und Diplomat
- Joachim Schönermarck (1575–1631), Rechtswissenschaftler und Rektor der Universität Rostock
- Jacob Fabricius (1576–1652), Professor der Medizin, Leibarzt und Dichter
- David Reutzius (1576–1634), lutherischer Theologe
- Samuel Bansovius (1576–1636), Jurist
- Christian Schlee (1579–1646), Geistlicher, Theologe und Hochschullehrer
- Matthäus Bacmeister (1580–1626), Mediziner und fürstlicher Leibarzt
- Christian Ohm (1580–1638), Rechtswissenschaftler
- Franz Cleyn (1582–1658), Maler, Zeichner und Radierer
- Johann Quistorp der Ältere (1584–1648), Theologe und Rektor der Universität Rostock
- Peter Lauremberg (1585–1639), Hochschullehrer, Rektor der Universität Rostock und Schriftsteller
- Nicolaus Scharffenberg (1588–1651), Professor der Rechte, Bürgermeister von Rostock
- Johann Lauremberg (1590–1658), niederdeutscher Schriftsteller
- Heinrich Hein (1590–1666), Theologe und Rechtswissenschaftler
- Stephan Hein (1590–1643), Theologe und Philologe, Rektor der Universität Rostock
- Peter Pechlin (um 1592–1664), Konrektor, Prediger und Konsistorialrat in Osnabrück
- Joachim Stockmann (1592–1653), Mediziner und Hochschullehrer
- Johann Kleinschmidt (1593–1638), Rechtswissenschaftler, Rektor der Universität Rostock
- Georg Völkner (1595 – vor 19. Jan. 1664), Gymnasiallehrer
- Martin Chemnitz d. J. (1596–1645), Jurist und Diplomat
- Jacob Steinmann (1599–1658), Verwaltungsbeamter

## 17. Jahrhundert

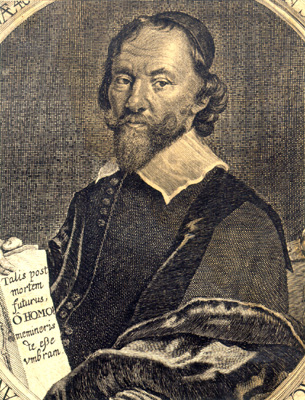
Simon Pauli (1603–1680)

Johann Quistorp d. J. (1624–1669)

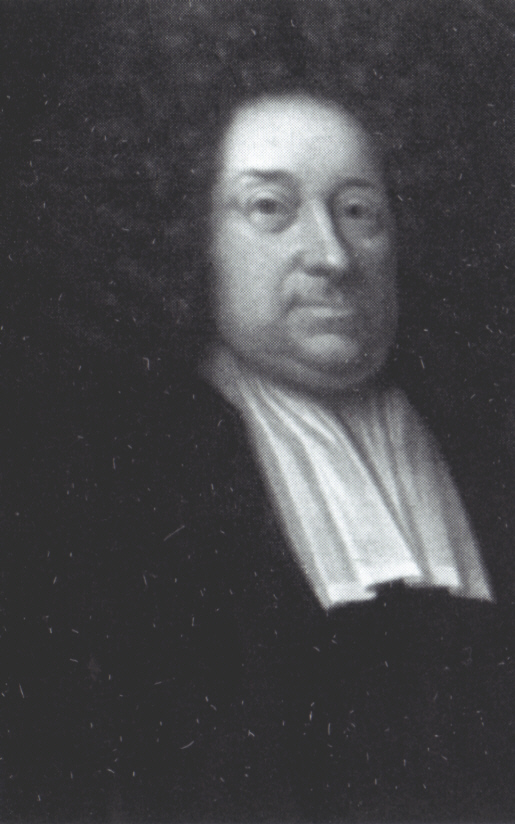
Enoch Schwante der Jüngere (1652–1717)

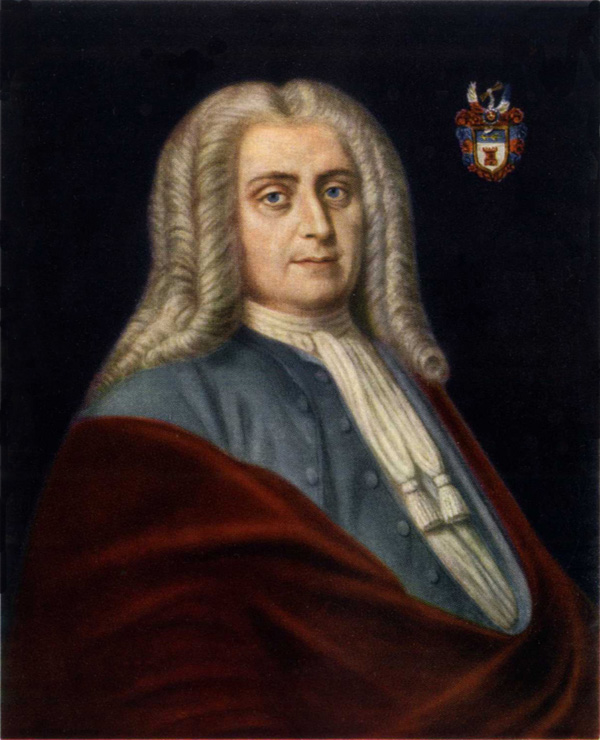
Johan Jacob Döbelius (1674–1743)

- Nikolaus Schütze (1600–1671), Rechtswissenschaftler, Hochschullehrer und Rektor
- Johann Below (1601–1668), Mediziner, Professor der Medizin und Leibarzt der russischen Zaren
- Simon Pauli der Jüngere (1603–1680), Arzt
- Paul Neucrantz (1605–1671), Arzt und Stadtphysikus von Lübeck
- Lucas Bacmeister (1605–1679), lutherischer Theologe
- Albert Willebrand (der Ältere) (1608–1681), Rechtswissenschaftler, Klosterinspektor, Rektor der Universität
- Bernhard Below (1611–1692), Mediziner und königlich schwedischer Leibarzt
- Johannes Corfinius (1616–1664), lutherischer Theologe, Hochschullehrer und Rektor, Pastor in Rostock und Hamburg.
- Hermann Schuckmann (1616–1686), lutherischer Theologe, Hochschullehrer und Rektor
- Hermann Lembke (1619–1674), Professor der Rechte und Stadtsyndikus
- Matthias Cadovius (1621–1679), lutherischer Theologe
- Johann Quistorp der Jüngere (1624–1669), lutherischer Theologe und viermaliger Rektor der Universität
- Johann Friedrich Coch (1624–1683), Ratsherr und Bürgermeister von Stralsund
- Andreas Amsel (1625–1685), Rechtswissenschaftler
- Valentin Beselin (1628–1684), Kaufmann und Senator in Rostock
- Heinrich Dringenberg (1630–1687), Professor der Moral, der Katechese und der Hebräischen Sprache, Rektor der Universität
- Hermann Becker d. Ä. (1632–1681), Geistlicher und Professor der Physik, Metaphysik und Mathematik
- Felix Fidler (1633–1707), Pastor in Teterow und Stifter
- Peter Eggerdes (1635–1681), Jurist und Bürgermeister von Rostock
- Paul Joachim Stockmann (um 1635–1688), Mediziner
- Johann Sibrand (der Jüngere) (1637–1701), Professor der Moral und des Rechts
- Johann Mantzel (1643–1716), Hochschullehrer und Rektor, Theologe, Philologe und Pädagoge
- Hermann Sibrand (1645–1712), Jurist, Bürgermeister von Stettin
- Bernhard Barnstorff (1645–1704), Mediziner
- Johann Barnstorff (1648–1705), Rechtswissenschaftler
- Jacob Lembke (1650–1693), Jurist, Hochschullehrer und Rektor, Bürgermeister von Rostock
- Johann Nikolaus Quistorp (1651–1715), evangelischer Theologe und sechsmaliger Rektor der Universität
- Enoch Schwante der Jüngere (1652–1717), Pädagoge und Dichter
- Albert Willebrand (der Jüngere) (1652–1700), Rechtswissenschaftler und Hochschullehrer
- Johann von Bacmeister (1657–1711), Rechtswissenschaftler und Reichshofrat
- Christian Michael Stever (1657–1722), Jurist und Erster Bürgermeister von Rostock
- Johann Georg Wasmuth (1658–1688), Theologe
- Johann von Klein (1659–1732), Professor des Rechts und der Pandekten
- Matthias Stein (1660–1718), Jurist und Professor der Rechtswissenschaft
- Johann Joachim Beselin (1661–1718), Jurist und Erster Bürgermeister von Rostock
- Johann Stein (1661–1725), Jurist
- Caspar Matthäus Müller (1662–1717), Jurist und Hochschullehrer, Rektor der Universität
- Johann Amsel (1665–1732), Rechtswissenschaftler
- Wilhelm David Habermann (1669–1715), Professor der Medizin
- Joachim Heinrich Sibrand (1670–1743), Rechtsgelehrter und Richter am Wismarer Tribunal
- Zacharias Grape (der Jüngere) (1671–1713), Professor der Physik, Metaphysik und Theologie
- Eberhard Barnstorff (1672–1712), Mediziner
- Peter Becker (1672–1753), Mathematiker und Theologe
- Johann Joachim Weidner (1672–1732), Professor der Theologie, Pastor an der Marienkirche, Rektor der Universität
- Johan Jacob Döbelius (1674–1743), Arzt und Hochschullehrer
- Konrad Stein (1674–1732), Jurist
- Heinrich Askan Engelken (1675–1734), lutherischer Theologe
- Jakob Carmon (1677–1743), Rechtswissenschaftler
- Samuel von Palthen (1679–1750), Jurist
- Johann Christian Petersen (der Ältere) (1682–1766), Professor des Rechts und Bürgermeister der Stadt Rostock
- Johann Bernhard Quistorp (1692–1761), Mediziner und dreimaliger Rektor der Universität
- Valentin Johann Beselin (1693–1755), Jurist und Erster Bürgermeister von Rostock
- Jakob Christoph Wolff (1693–1758), lutherischer Theologe, Professor und Rektor der Universität, Archidiakon und Pastor an der Marienkirche
- Johann Carbiner (1696–1769), Jurist und Sekretär des Hansekontors auf Bryggen in Bergen
- Johann Christian Burgmann (1697–1775), lutherischer Theologe und Hochschullehrer, Rektor der Universität
- Heinrich Becker (1698–1774), Theologe
- Johann Hermann Becker (1700–1759), Theologe

## 18. Jahrhundert

### 1701–1750

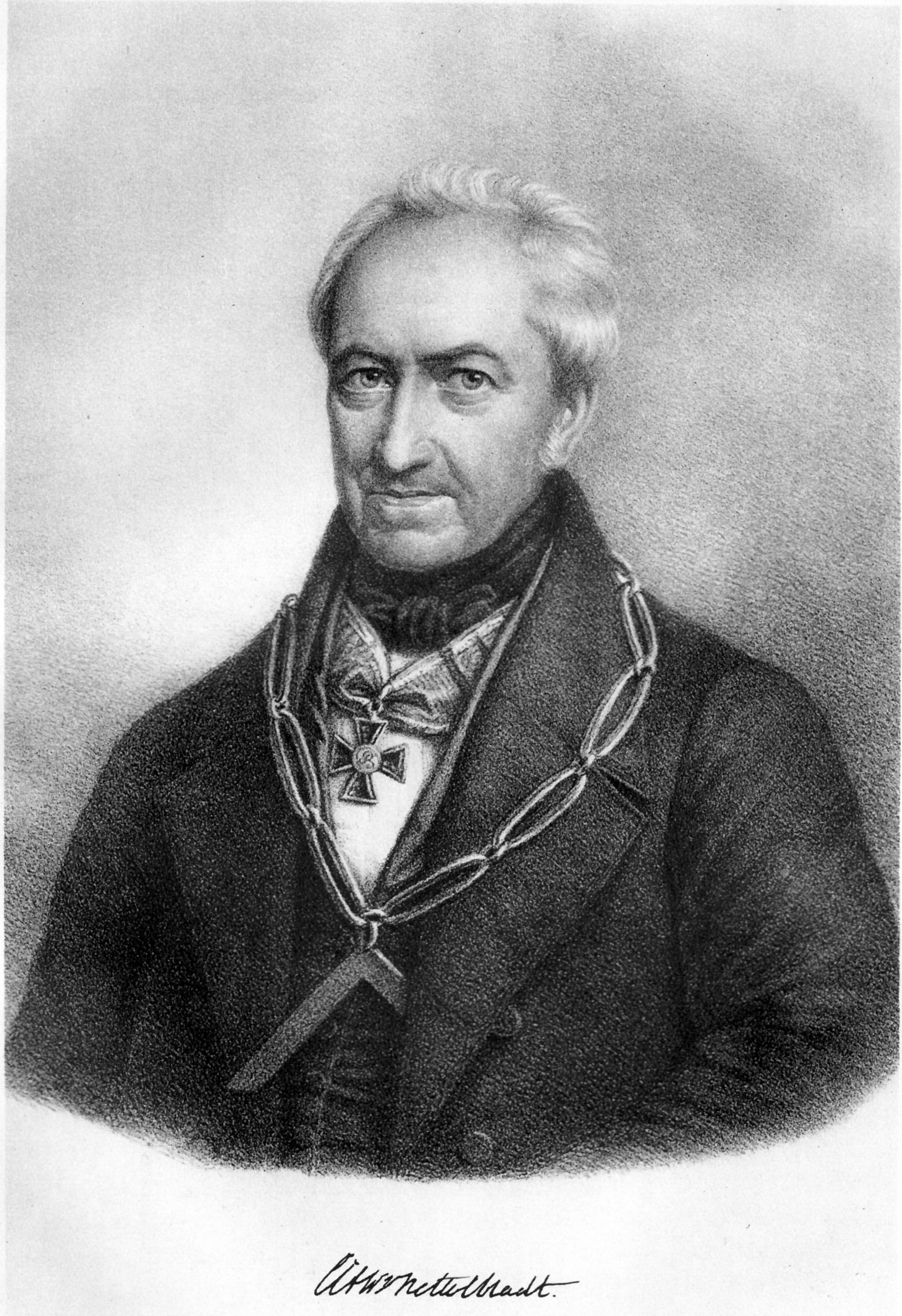
Heinrich Nettelbladt
(1715–1761)

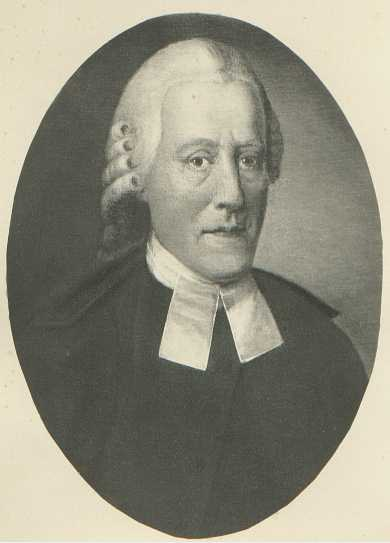
Bernhard Friedrich Quistorp (1718–1788)

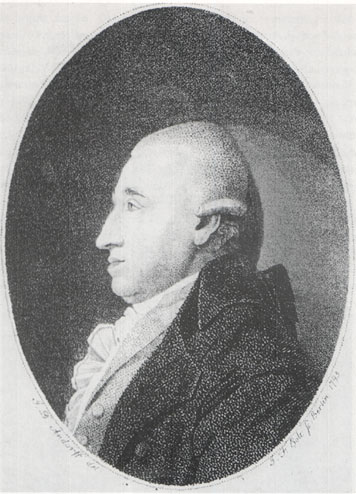
Johann Christian von Quistorp (1737–1795)

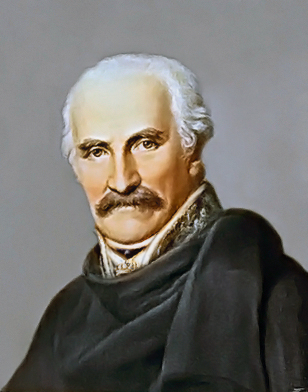
G. L. von Blücher
(1742–1819)

- Carl Friedrich Behrens (1701–1750), Seefahrer
- Joachim Nikolaus von Dessin (1704–1761), gründete die erste öffentliche Bibliothek in Südafrika
- Johann Gustav von Balthasar (1704–1773), Bürgermeister von Greifswald und Landrat
- Hermann Georg Krohn (1705–1756), Jurist und Syndicus der Hansestadt Lübeck
- Christian Ludwig Taddel (1706–1775), Verwaltungsjurist und Kirchenlieddichter
- Johann Peter Schmidt (1708–1790), Jurist, Hochschullehrer, Rektor der Universität Rostock und Minister
- Carl Heinrich Möller (1709–1759), Richter am Wismarer Tribunal
- Peter Sasse (1709–1776), Historiker, Theologe und Hochschullehrer, Prorektor der Universität
- Joachim Lucas Stein (1711–1785), Advokat und Rechtsgelehrter
- Christian Ehrenfried Eschenbach (1712–1788), Mediziner, Stadtphysikus, Rektor der Universität
- Georg Niehenck (1714–1795), Kirchenhistoriker
- Joachim Heinrich Pries der Ältere (1714–1763), lutherischer Theologe und Philosoph
- Heinrich Nettelbladt (1715–1761), Jurist und Rostocker Bürgermeister
- Paul (Arndt) Schmidt (1715/16–1798), Orgelbauer
- Johann Heinrich Hülsenbeck (1716–1800), Kaufmann, Präsident des Niedergerichts, des Münz- und Mühlenamtes und der Fahnenherrn, Rostocker Bürgermeister
- Michael Eberhard Prehn (1717–1787), Ratsherr zu Rostock
- Johann Jakob Quistorp (1717–1766), Theologe und viermaliger Rektor der Universität
- Angelius Johann Daniel Aepinus (1718–1784), Philosoph und Hochschullehrer
- Anna Leopoldowna (1718–1746), Großfürstin und Regentin Russlands
- Bernhard Friedrich Quistorp (1718–1788), Theologe und General-Superintendent für Schwedisch-Vorpommern und Rügen
- Hermann Becker (1719–1797), Rechtswissenschaftler und Konsistorialdirektor
- Johann Christian Eschenbach der Ältere (1719–1759), Philosoph, Rektor der Universität Rostock
- Daniel Nettelbladt (1719–1791), Jurist und Professor der Rechte
- Johann Peter Willebrand (1719–1786), Jurist und Reiseschriftsteller
- Theodor Johann Quistorp (1722–1776), Jurist und Bühnenschriftsteller
- Franz Ulrich Theodor Aepinus (1724–1802), Naturphilosoph
- Georg Detharding (1727–1813), lutherischer Theologe, Pastor Jakobikirche
- Johann Georg Peter Möller (1729–1807), Historiker, Philologe und Hochschullehrer
- Peter Hermann Becker (1730–1788), Theologe
- Johann Georg Böhme (1730–1804), Kaufmann und Bürgermeister der Hansestadt Lübeck
- Georg Christoph Detharding d. J. (1730–1789), Mediziner
- Heinrich Valentin Becker (1732–1796), Theologe und Mathematiker
- Walter Vincent Wiese (1735–1809), Rechtswissenschaftler, Hochschullehrer und Rektor der Universität Rostock
- Johann Rudolph Becker (1736–1815), Historiker
- Johann Christian von Quistorp (1737–1795), Rechtswissenschaftler und Rektor der Universität Bützow, Oberappellationsrat
- Johann Heinrich Bartholomäus Walther (1737–1802), deutsch-baltischer Baumeister
- Johann Matthias Martini (1738–1806), Rechtswissenschaftler und Hochschullehrer, Rektor der Universitäten Bützow und Rostock
- Benjamin Giesebrecht (1741–1826), Theologe
- Gebhard Leberecht von Blücher (1742–1819), preußischer Generalfeldmarschall
- Christian Ludwig Gerling (1745–1801), lutherischer Theologe, Hauptpastor der Hamburger Jacobikirche
- Johann Christian Eschenbach der Jüngere (1746–1823), Rechtswissenschaftler, Rektor der Universität Rostock
- Johann Jacob Prehn (1746–1802), Rechtswissenschaftler
- Matthias Christian Sprengel (1746–1803), Historiker und Bibliothekar
- Michael Eberhard Prehn (1747–1818), Jurist, Senator, Bürgermeister zu Rostock
- Joachim Heinrich Pries der Jüngere (1747–1796), lutherischer Theologe, Philosoph, Rektor der Universität Rostock
- Wilhelm August Rudloff (1747–1823), Rechtswissenschaftler und Verwaltungsbeamter
- Ernst Johann Friedrich Mantzel (1748–1806), Jurist und Landsyndikus
- Theodor Stever (1748–1834), Jurist und Bürgermeister von Rostock
- Johann Christian Petersen (1750–1806), lutherischer Theologe

### 1751–1800

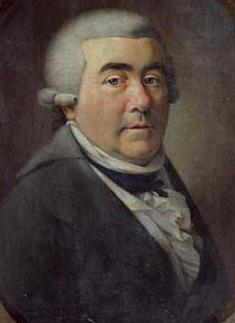
Johann Christian Koppe (1757–1827)

- Friedrich August von Rudloff (1751–1822), Verwaltungsjurist und Historiker
- Adolph Dietrich Weber (1753–1817), Rechtswissenschaftler und Hochschullehrer
- Johann Gottfried Quistorp (1755–1835), Architekt, Maler und Zeichenlehrer
- August Nicolaus Carl von Kardorff (1756–1820), Offizier
- Johann Christian Koppe (1757–1827), Jurist und Universitätsbibliothekar
- Johann Quistorp (1758–1834), Naturwissenschaftler, Botaniker und Arzt, Rektor der Universität
- Johann Gottfried Tobias Crumbiegel (1759–1842), Jurist
- Georg Detharding (1759–1825), lutherischer Geistlicher, Pastor Jakobikirche
- Johann Christian Schröder (1760–1809), Advokat und Ratsherr in Rostock
- Eberhard Ernst Gotthard von Vegesack (1763–1818), Offizier in schwedischen Diensten
- Georg Gustav Detharding (1765–1839), Mediziner und Botaniker
- Hermann Friedrich Becker (1766–1852), Förster
- Johann Marcus Constantin Tarnow (1766–1828), evangelischer Theologe
- Johann Taddel (1766–1830), Jurist und Bürgermeister von Rostock
- Johann Christian Brandenburg (1769–1856), Jurist
- Georg Walter Vincent von Wiese (1769–1824), preußischer Staatsmann
- Karl Rechlin (1769–1796), Schriftsteller
- Johann Christian Wilhelm Dahl (1771–1810), Altphilologe
- Johann Bernhard Krey (1771–1826), Theologe und Historiker
- Peter Daniel Friedrich Zäpelihn (1772–1832), Historiker, Bibliothekar und Statistiker
- Johann Jacob Daniel Weiß (1773–1843), Erfinder und Fabrikant chirurgischer Instrumente
- Daniel von Sprewitz (1773–1844), Musiklehrer, Verleger und Münzsammler
- Joachim Friedrich Karl Brandenburg (1774–1844), Jurist und Bürgermeister von Rostock
- Friedrich Behm (1777–1838), Universitätsbuchdrucker in Rostock
- Christian Karl Friedrich Wilhelm von Nettelbladt (1779–1843), Jurist und Freimaurer
- Hans Ludwig von Hanneken (1780–1854), Generalmajor, Herr auf Nütschow und Petershagen
- Christian Martin Joachim Frähn (1782–1851), Orientalist
- Ludwig Peter Friedrich Ditmar (1784–1872), Verwaltungsjurist und Mykologe
- Christian Friedrich Mühlenbruch (1785–1843), Rechtswissenschaftler
- Gustav Peter Samuel Mähl (1789–1833), Chemiker und Pharmazeut
- Heinrich Kurt Stever (1789–1827), Jurist und Schriftsteller
- Johann Mann (1791–1871), Kaufmann und Mitglied der Frankfurter Nationalversammlung
- Heinrich Karsten (1792–1871), evangelisch-lutherischer Pastor
- Christian Erhard von Nettelbladt (1792–1863), Verwaltungsjurist und Bibliothekar
- Friedrich Karsten (1795–1833), Jurist und Gewett-Sekretär in Rostock
- August Weber (1795–1873), preußischer Generalmajor
- Friedrich Bethmann (1796–1846), Theaterschauspieler und Intendant
- Georg Wilhelm Detharding (1797–1882), Mediziner
- August Achilles (1798–1861), Zeichner und Lithograf
- Christian Krauel (1800–1854), Gynäkologe
- Adolph von Sprewitz (1800–1882), Burschenschafter und Oberinspektor

## 19. Jahrhundert

### 1801–1820

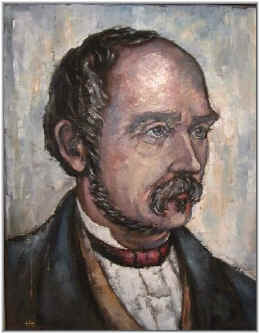
John Brinckman
(1814–1870)

- Hermann Karsten (1801–1882), evangelisch-lutherischer Theologe und Pädagoge
- Ludwig Quosig (1801–1841), Orgelbauer
- Friedrich Franz Wilhelm Brunswig (1804–1837), Veterinärmediziner
- Heinrich Kaehler (1804–1878), Bildhauer
- Louis Christian Heinrich Vortisch (1804–1871), Pastor und Naturforscher
- Joachim Christian Friedrich Baeder (1806–1868), Rechtsanwalt, Notar, Parlamentsabgeordneter und Verfasser von Mecklenburgica
- Ferdinand Klitzing (1807–1883), Bürgermeister von Plau am See
- Julius Wiggers (1811–1901), evangelischer Theologe, Hochschullehrer und Schriftsteller
- Adolph Göpel (1812–1847), Mathematiker
- Karl Graedener (1812–1883), Komponist
- Theodor Klitzing (1812–1882), Stadtbaumeister in Rostock
- Albert von Nettelbladt (1812–1879), Forstbeamter und Chef des Hofjagd-Departments in Mecklenburg-Schwerin
- John Brinckman (1814–1870), niederdeutscher Schriftsteller
- Christian Genschow (1814–1891), Bildhauer
- Theodor Ernst Stever (1815–1857), Jurist und Politiker
- Wilhelm Giese (1816–1889), Jurist und Erster Bürgermeister von Rostock
- Heinrich Horn (1816–1874), Glasmaler
- Moritz Wiggers (1816–1894), Jurist und Politiker
- Friedrich Genzken (1817–1875), Jurist und Mitglied der Frankfurter Nationalversammlung
- Friedrich Eggers (1819–1872), Kunsthistoriker
- Hermann Theodor Brinckmann (1820–1905), Kaufmann und Konsul in Danzig

### 1821–1840

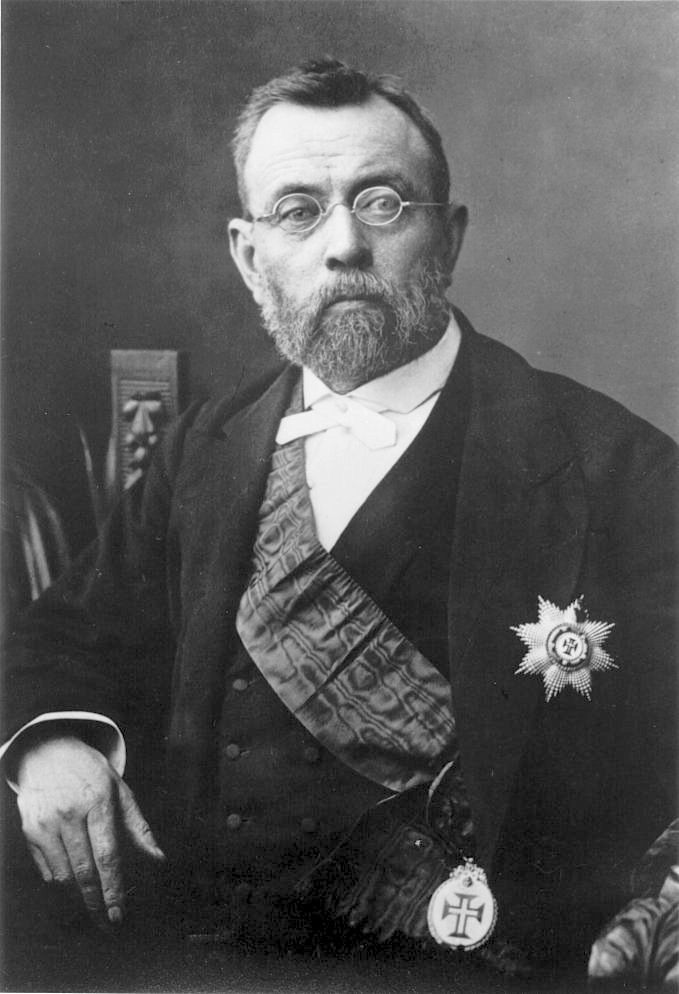
Ferdinand von Müller (1825–1896)

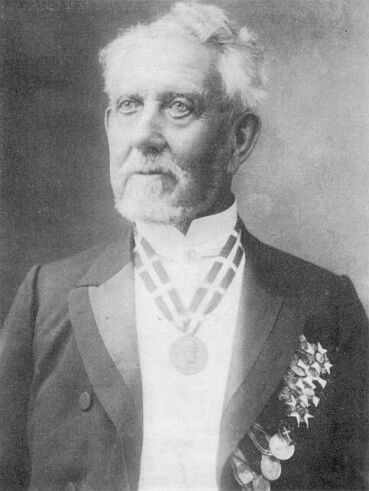
Stephan Jantzen
(1827–1913)

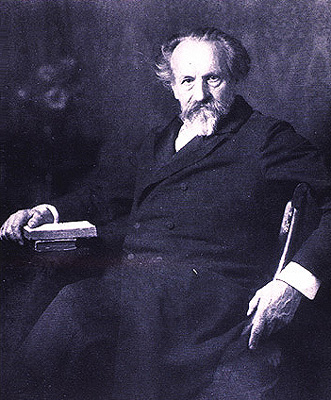
Adolf von Wilbrandt
(1837–1911)

- Gustava Zinck (1821–1895), Dichterin
- Ferdinand von Mueller (1825–1896), Botaniker
- Karl von Nettelbladt (1825–1908), Offizier und Leiter des Landarbeitshauses in Güstrow
- Karl Eggers (1826–1900), Lyriker
- Minna Ziel (1827–1871), Bildnis- und Genremalerin
- Stephan Jantzen (1827–1913), Lotsenkommandeur und Seenotretter
- Georg Genschow (1828–1902), Landschaftsmaler
- Carl Luckow (1828–1885), Architekt und Baubeamter
- Carl Michael Wiechmann (1828–1881), Gutsbesitzer, Landwirt und Heimatforscher
- Wilhelm Knaack (1829–1894), Schauspieler
- Friedrich Witte (1829–1893), Apotheker, Fabrikant und Politiker
- Robert Balck (1831–1907), mecklenburgischer Verwaltungsjurist und Oberlanddrost
- Christian Behm (1831–1893), Senator und Rechtsanwalt, Mitglied des Reichstags
- Conrad Wilbrandt (1832–1921), Schriftsteller, Landwirt und Mitglied des Reichstags
- Heinrich von Stein (1833–1896), Philosoph, Philologe und Rektor der Universität Rostock
- Fritz Sturm (1834–1906), Landschafts- und Marinemaler
- Magnus Maßmann (1835–1915), Rechtsanwalt und von 1889 bis 1914 Bürgermeister von Rostock
- Georg Dragendorff (1836–1898), Chemiker, Pharmazeut
- Adolf von Wilbrandt (1837–1911), Schriftsteller
- Theodor Fritzsche (1838–1903), klassischer Philologe
- Carl Türk (1838–1890), Arzt und Stadtphysicus in Lübeck
- Albert Schatz (1839–1910), Musikalienhändler und Sammler
- Albrecht Becker (1840–1911), Architekt
- Elisabeth Strempel (1840–1912), Porträtmalerin

### 1841–1860

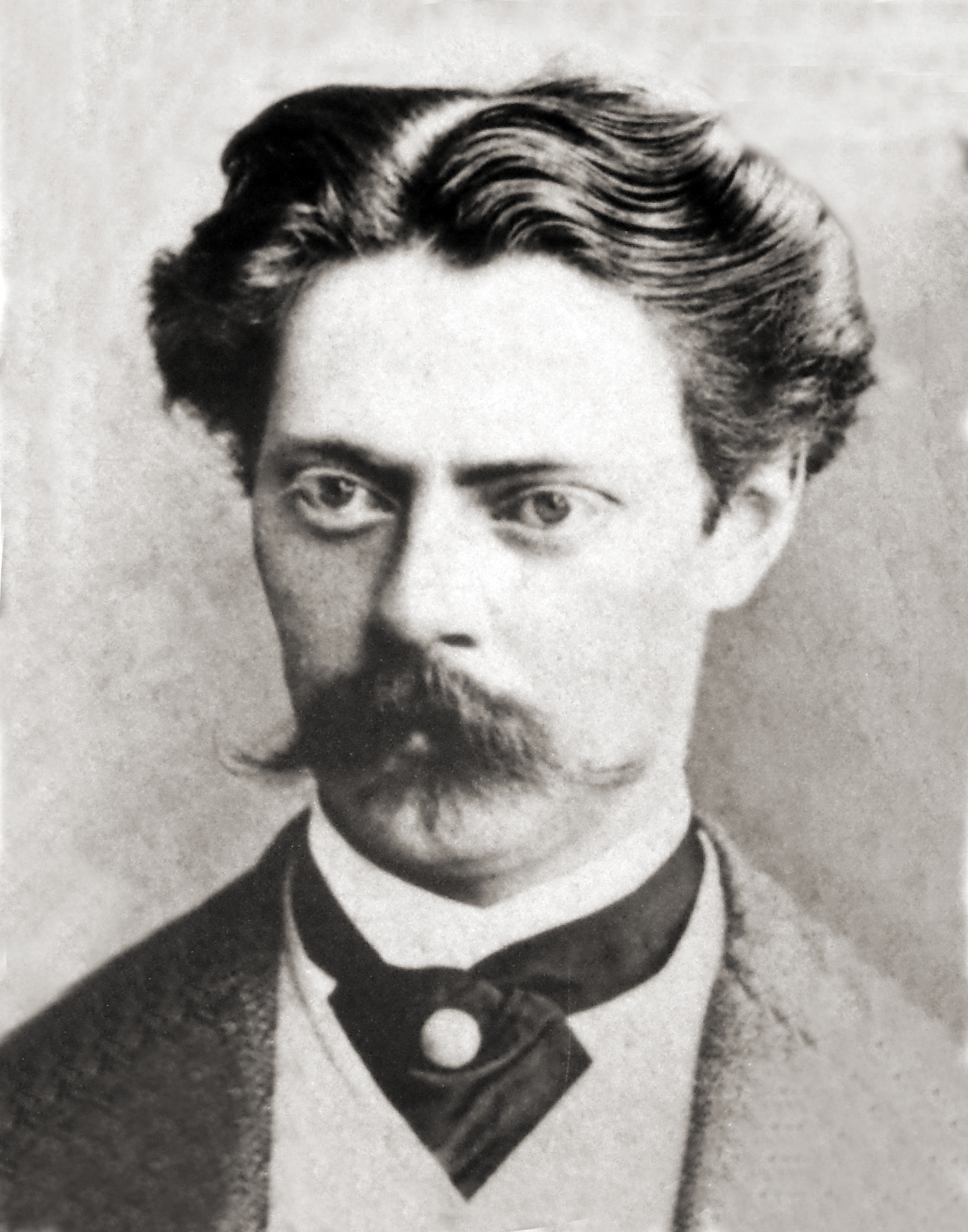
Hermann v. Maltzan
(1843–1891)

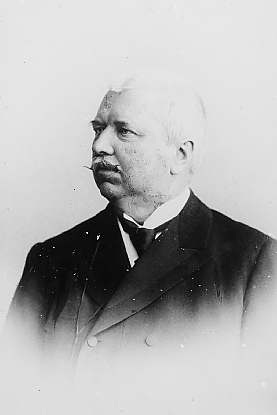
Karl von Oertzen (1844–1914)

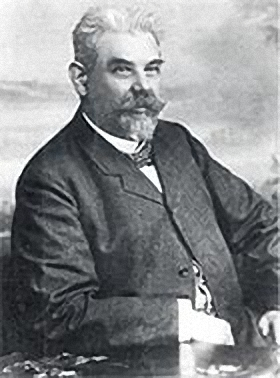
Ludwig Berringer
(1851–1913)

- Benno Schwabe (1841–1907), deutsch-schweizerischer Verleger
- Rudolph Sohm (1841–1917), Rechtswissenschaftler
- Hermann von Maltzan (1843–1891), Forschungsreisender und Dichter
- Karl von Oertzen (1844–1914), von 1880 bis 1889 Landrat des Kreises Grevenbroich
- Carl Martini (1845–1907), Rechtswissenschaftler und Instanzenrichter
- Carl Börger (1846–1917), Orgelbauer
- Otto Heinrich Gustav von Wendt (1846–1911), Rechtswissenschaftler
- Adolf Becker (1848–1922), Senator und von 1907 bis 1919 Bürgermeister von Rostock
- Leonhard Weber (1848–1919), Physiker und Hochschullehrer
- Albert Clement (1849–1928), Kaufmann und von 1907 bis 1919 Bürgermeister von Rostock
- Theodor Reichmann (1849–1903), Kammersänger
- Ernst Fürchtegott Fritzsche (1850–1919), Philologe, Pädagoge und Schulleiter
- Ludwig Berringer (1851–1913), Bauunternehmer und Hofbaumeister
- Robert Pries (1852–1928), evangelisch-lutherischer Geistlicher, Lehrer und Schriftsteller
- Alwin Schwabe (1852–1923), deutsch-schweizerischer Verleger
- Gustav Boldt (1853–1939), Buchdrucker und Verleger
- Albrecht Kossel (1853–1927), Mediziner und Nobelpreisträger
- Adolf Langfeld (1854–1939), Jurist und Politiker
- Theodor Rogge (1854–1933), Architekt, Maler und Hochschullehrer
- Anna Meyer (1855–1943), Malerin
- Karl von Buchka (1856–1917), Chemiker, Hochschullehrer und Oberregierungsrat
- Georg Winter (1856–1946), Gynäkologe, Hochschullehrer und Rektor der Universität Königsberg
- Carl von Bülow (1857–1933), Zoologe, Chemiker und Hochschullehrer in Tübingen
- Carl Jeppe (1858–1933), Jurist, Unternehmer und Politiker in Südafrika.
- Ernst Dopp (1858–1929), Philologe
- Hans Thierfelder (1858–1930), Biochemiker, Universitätsprofessor in Tübingen
- Mathilde Mann (1859–1925), Übersetzerin
- Friedrich Bachmann (1860–1947), Theologe, Pädagoge und Historiker
- Otto Dornblüth (1860–1922), Assistenzarzt der Rostocker Medizinischen Klinik, Begründer und Herausgeber des Klinischen Wörterbuchs

### 1861–1880
- Max Dreyer (1862–1946), Dichter

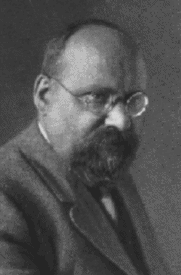
Gustav Mie (1868–1957)

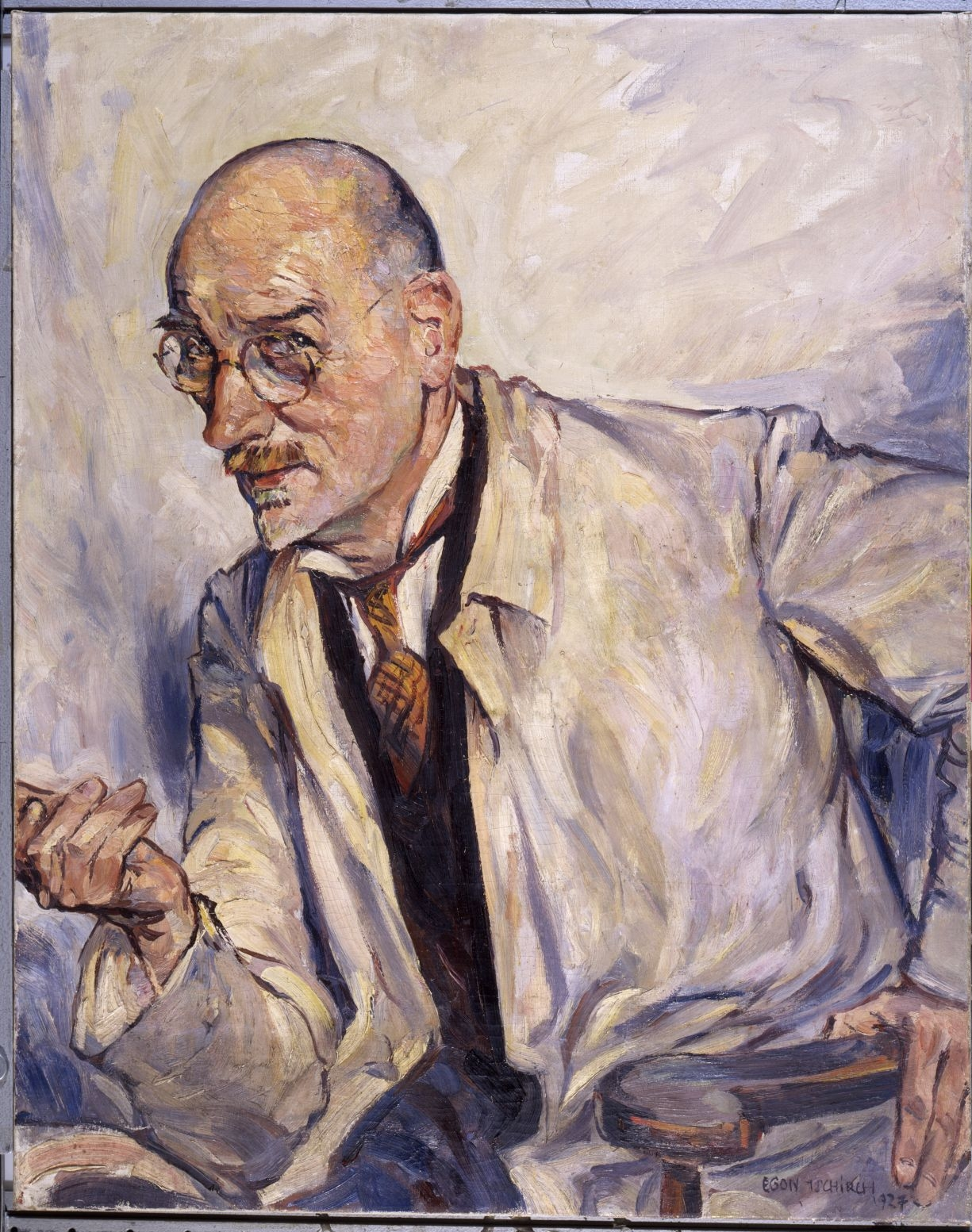
Adolf Jöhnssen
(1871–1950)

- Ludwig Hinzpeter (1862–1935), Komponist, Pädagoge und Musikkritiker
- Julius Schwarz (1862–1934), Orgelbauer
- Hans Linck (1863–1945), Senator und Mitglied des Deutschen Reichstags, Ratssyndikus
- Hans Chemin-Petit d. Ä. (1864–1917), Komponist
- Friedrich Carl Witte (1864–1938), Chemiker Fabrikant und Politiker
- Carl Brockelmann (1868–1956), Orientalist und Semitist
- Fritz Henck (1868–1928), Politiker (SPD)
- Friedrich Henke (1868–1943), Pathologe
- Gustav Mie (1868–1957), Physiker
- Carl Christian Schmidt (1868–1945), Maler und Grafiker
- Hans Ahrens (1869–1938), Schauspieler
- Ernst Gütschow (1869–1946), Kaufmann, Unternehmer und Kunstsammler
- Wilhelm Paschen (1870–1914), Kapitän und Kommandant der Mainz
- Adolf Jöhnssen (1871–1950), Maler, Illustrator, Lithograf und Musiker (Lautenist)
- Paul Lindemann (1871–1924), Jurist und Oberbürgermeister der Stadt Kiel
- Paul Merkel (1872–1943), Rechtswissenschaftler und Hochschullehrer
- Wilhelm Sauerwein (1872–1946), 1919/20 Staatsminister (Ministerpräsident) des Freistaats Mecklenburg-Strelitz
- Wilhelm Schmidt (1872–1941), Pädagoge, Journalist, Herausgeber und niederdeutscher Schriftsteller
- Johann von Stein (1874–1948), Jurist und Ministerialbeamter
- Karl August Nerger (1875–1947), Militär
- Heinrich Tessenow (1876–1950), Architekt
- Max Begemann (1877–1949), Sänger (Bariton)
- Hans Berg (1877–1958), Jurist, Pionier der Volksmission
- Maria Dedo-Brie (1877–1960), Lehrerin und Autorin
- Julius Lauterbach (1877–1937), Kapitän und Marineoffizier
- Wilhelm Trendelenburg (1877–1946), Physiologe
- Hans Walsmann (1877–1939), Rechtswissenschaftler, Rektor der Universität
- Paul Babendererde (1878–1953), Postbeamter, Historiker und Autor
- Bess Brenck-Kalischer (1878–1933), Dichterin
- Theodor Raspe (1879–1915), Kunsthistoriker, Denkmalpfleger und Museumsdirektor
- Paul Wallat (1879–1966), Maler und Bildhauer
- Elisabeth Bernhöft (1880–1964), Pädagogin und erste Studentin der Universität Rostock
- Johann Bernhard Mann (1880–1945), Manager und Marineoffizier
- Erich Martini (1880–1960), Zoologe, Mediziner und Begründer der medizinischen Entomologie in Deutschland
- Friedrich Tischbein (1880–1970), Jurist, Diplomat und Ministerialbeamter
- Albrecht Wendhausen (1880–1945), Jurist, Rittergutsbesitzer und Reichstagsabgeordneter
- Gustav Wilhelm Berringer (1880–1953), Architekt

### 1881–1900

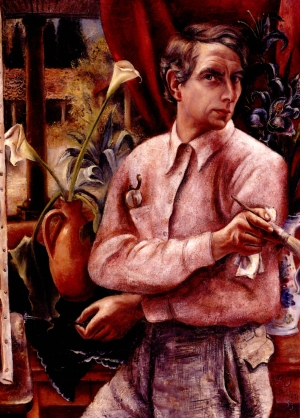
Hans Emil Oberländer (1885–1944)

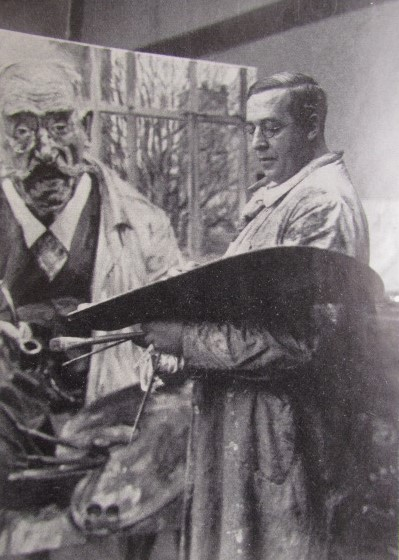
Egon Tschirch
(1889–1948)

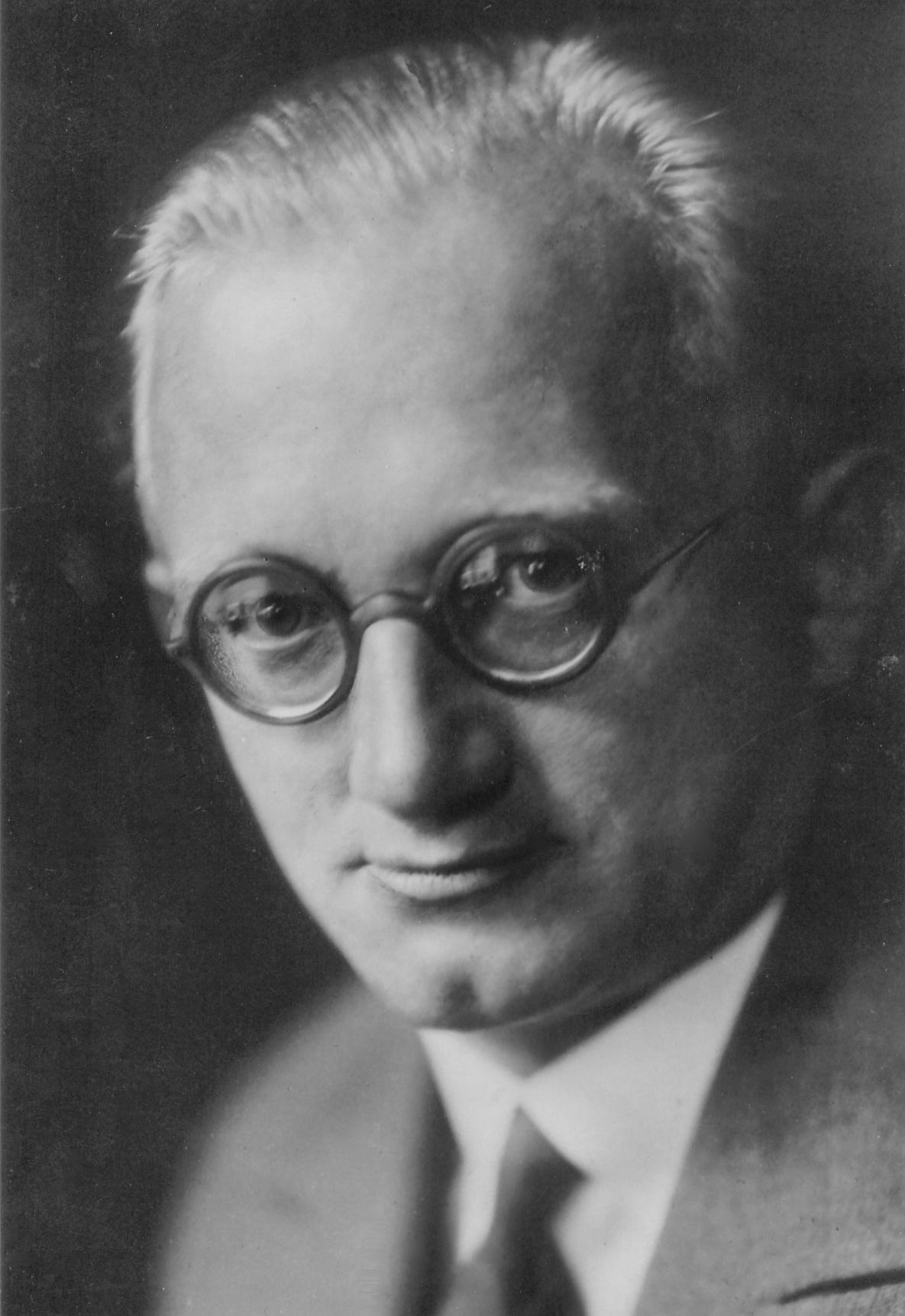
Albert Schulz (1895–1974)

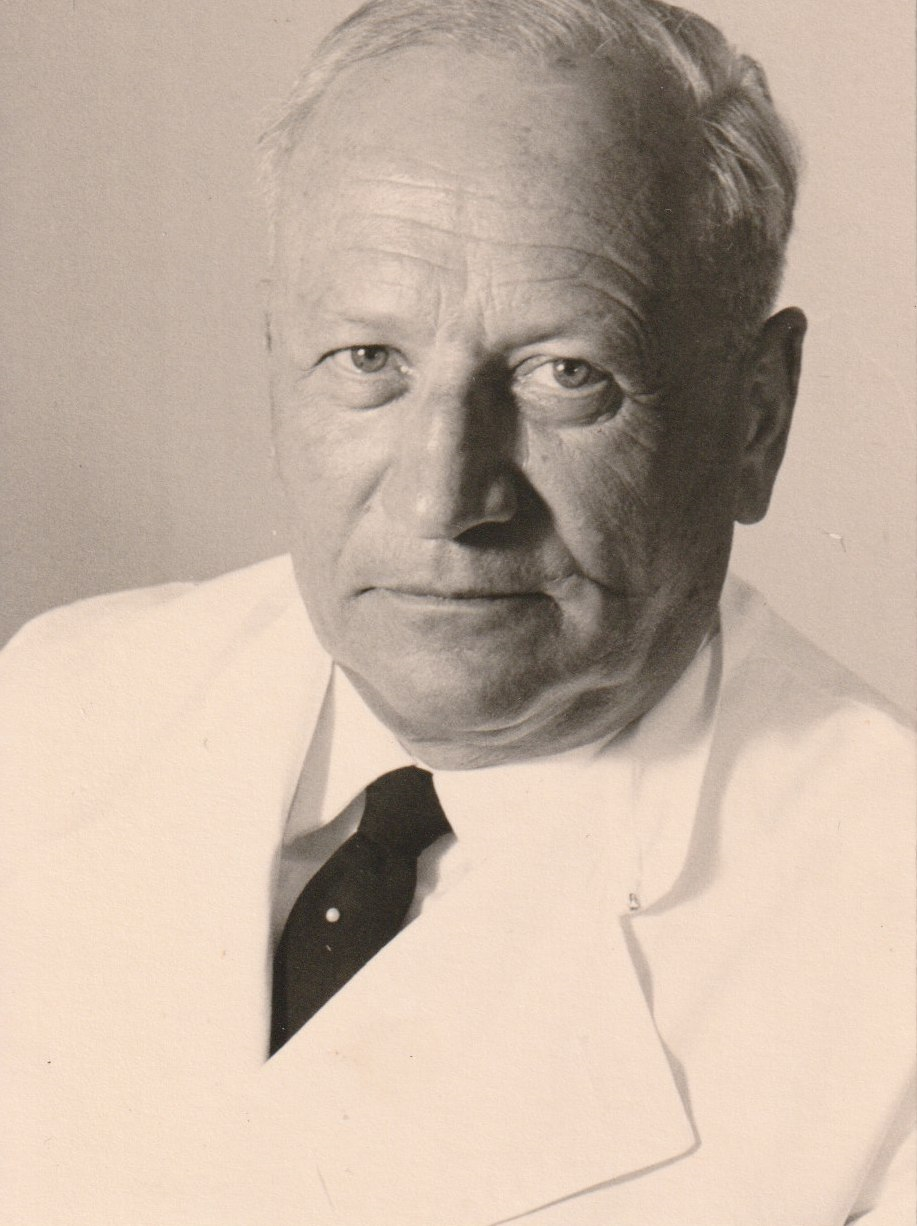
Werner Wachsmuth (1900–1990)

- Karl Bollert (1881–1964), Pädagoge und Physiker
- Hans Paasche (1881–1920), Marineoffizier, Reiseschriftsteller und Essayist
- Margarete Scheel (1881–1969), Bildhauerin und Keramikgestalterin
- Karl Tiedt (1881–1938), Politiker und Sexualreformer
- Hans Mierendorff (1882–1955), Schauspieler
- Erich Ludwig Stahl (1882–1943), Lithograf, Landschafts- und Architekturmaler, Graphiker, Plakatkünstler und Unternehmer
- Ernst Trendelenburg (1882–1945), Politiker
- Gustav Wallat (1882–1911), Bildhauer
- Marie Margarete Behrens (1883–1958), Scherenschnittkünstlerin, Illustratorin und Bilderbuchautorin
- Christian Börger (1883–1955), Orgelbauer
- Paul Friedrich Scheel (1883–1959), Orthopäde und Klinikleiter
- Otto Weidt (1883–1947), Bürstenmacher, Retter jüdischer Bürger im Holocaust
- Heinrich Dethloff (1883–1963), Verwaltungsbeamter und Politiker (SPD)
- Adolf Hofmeister (1883–1956), Historiker, Professor an der Universität Greifswald
- Karl Boldt (1884–1968), Buchdrucker und Verleger
- Herbert Kraus (1884–1965), Völkerrechtler und Hochschullehrer
- Robert Schröder (1884–1959), Gynäkologe
- Adolf Friedrich Lorenz (1884–1962), Denkmalpfleger und Architekt
- Walter Behrend (1885–1954), Journalist
- Rolf Carls (1885–1945), Marineoffizier und Politiker
- Ernst Dopp (1885–1929), klassischer Philologe
- Hermann Grapow (1885–1967), Ägyptologe
- Hans Emil Oberländer (1885–1944), Landschafts- und Porträtmaler
- Max Thierfelder (1885–1957), Tropenmediziner
- Bruno Gimpel (1886–1943), Maler
- Hans Vollrath Kirsch (1886–1953), Dichter und Landschaftsmaler
- Walter Rothbarth (1886–1935), Schriftsteller
- Otto Schöck (1886–1936), Maler, Grafiker und Zeichenlehrer
- Paul Brauer (1887–1941), Ingenieur
- Hermann Buddenhagen (1887–1965), Lehrer, Autor und Lektor
- Hans Seehase (1887–1974), Ingenieur und Erfinder
- Waldemar Sewohl (1887–1967), Maler
- Walther Neumann (1888–1951), Historiker
- Gustav Struck (1889–1957), Bibliothekar
- Egon Tschirch (1889–1948), Maler
- Otto-Tile von Kalm (1889–1986), Offizier
- Paul Bugdahn (1890–1948), Politiker
- Richard Moeller (1890–1945), Historiker, Lehrer, Politiker (DDP) und Autor, Opfer des Stalinismus
- Hans Düwel (1891–1973), Germanist und Pädagoge
- Fredy Barten (1891–1972), Schauspieler
- Eva Fiesel (1891–1937), Sprachwissenschaftlerin und Etruskologin
- Carl August Endler (1893–1957), Historiker und Archivar
- Erich Venzmer (1893–1975), Landschaftsmaler, Lehrer und Kunsthistoriker
- Karl Lehmann (1894–1960), deutsch-US-amerikanischer Klassischer Archäologe
- Annemarie von Harlem (1894–1983), Politikerin (CDU) und Abgeordnete des Landtags von Mecklenburg-Vorpommern
- Erich Möller (1895–1967), Landschaftsmaler
- Albert Schulz (1895–1974), Sozialdemokrat und Oberbürgermeister von Rostock
- Wilhelm Voß (1896–1978), Wirtschaftsmanager, SS-Standartenführer und Wehrwirtschaftsführer
- Franz bei der Wieden (1896–1973), Dramaturg und Bühnenschriftsteller
- Bruno Dieckelmann (1897–1967), Politiker (NSDAP) und SA-Führer
- Fritz von Hippel (1897–1991), Jurist und Rechtsphilosoph
- Willy Jesse (1897–1971), Politiker (SPD)
- Carl Schröder (1897–1973), Pädagoge und Studienrat
- Siegfried Witte (1897–1961), Politiker (CDU)
- Alfred Starosson (1898–1957), Wirtschaftsfunktionär der SPD, später SED
- Arthur Robert von Hippel (1898–2003), Physiker
- Bernd von Arnim (1899–1946), Slawist
- Ernst Baltzer (1899–1992), Rechtsanwalt und Notar
- Wilhelm Decker (1899–1945), Publizist und Politiker der NSDAP, Reichstagsabgeordneter
- Thea Elisabeth Haevernick (1899–1982), Prähistorikerin
- Annemarie Holtz (1899–1987), Schauspielerin
- Anna-Liese Schwieger (1899–1974), Lehrerin, christdemokratische Politikerin und Frauenrechtlerin
- Georg Tessin (1899–1985), Militärhistoriker und Archivar
- Heinrich Engel (1900–1988), Landschaftsmaler
- Karl Eschenburg (1900–1947), Fotograf
- Rudolf Schmidt-Dethloff (1900–1971), Kunstmaler
- Werner Wachsmuth (1900–1990), Chirurg, Sanitätsoffizier und Hochschullehrer

## 20. Jahrhundert

### 1901–1910

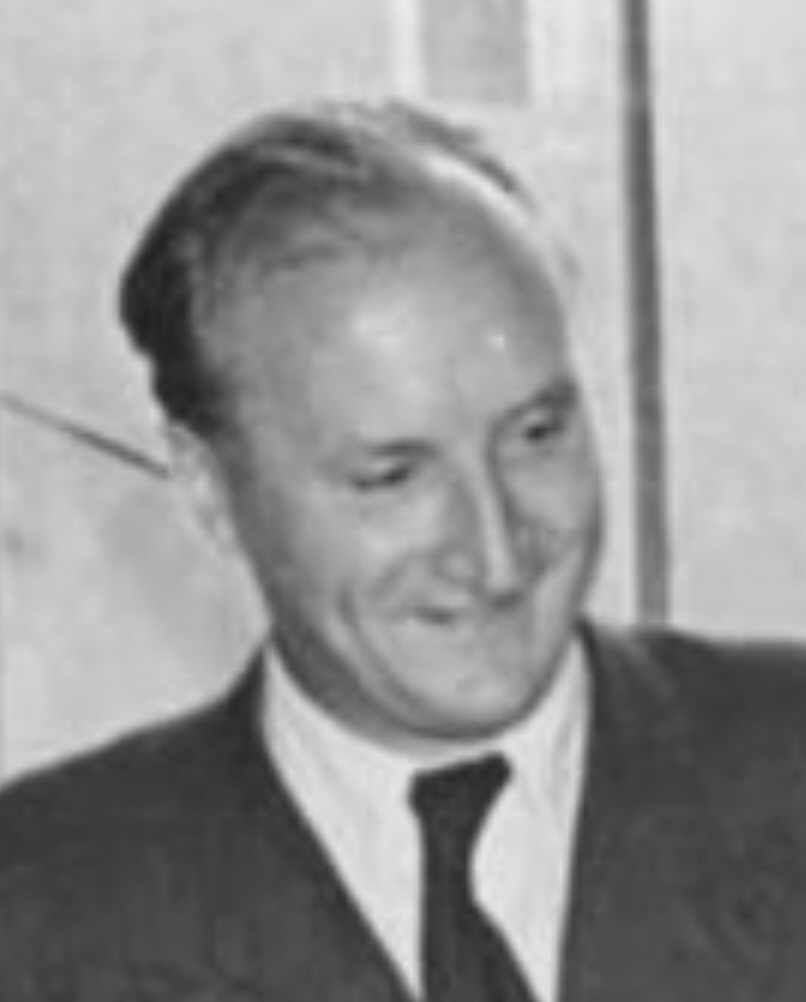
Friedrich Behrens
(1909–1980)

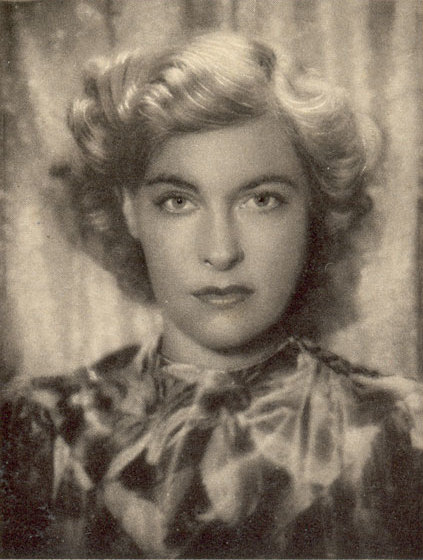
Marianne Hoppe
(1909–2002)

- Walter Brookmann (1901–1957), Politiker
- Bruno Gebhard (1901–1985), deutsch-amerikanischer Mediziner und Museumsgründer
- Karl Kindt (1901–1959), Philosoph, evangelischer Theologe und Pädagoge
- Walter Pagels (1901–1977), lutherischer Geistlicher und Landessuperintendent
- Hans-Eugen Sommer (1901–1952), Mediziner, Politiker (NSDAP), Polizeipräsident Rostocks
- Käthe Rieck (1902–2004), Museumsdirektorin und Kunsthistorikerin
- Hans Erich Stier (1902–1979), Althistoriker, Hochschullehrer und Politiker (CDU)
- Max Suhrbier (1902–1971), Politiker
- Karl Heinrich Fielitz (1903–1982), Landrat und Regierungsdirektor
- Bernhard Quandt (1903–1999), Politiker
- Jessie Rindom (1903–1981), dänische Schauspielerin
- Werner Schmidt-Boelcke (1903–1985), Komponist und Kapellmeister
- Gerhard Voß (1903–1993), lutherischer Geistlicher
- Erika Fuchs (1906–2005), Übersetzerin
- Hans-Werner Matern (1906–1996), Landschaftsmaler
- Otto Heinrich Greve (1908–1968), Politiker
- Willi Remer (1908–1947), Moderner Fünfkämpfer
- Friedrich Hans Schaefer (1908–1998), Lehrer und niederdeutscher Schriftsteller
- Hans-Richard Wendt (1908–1975), Kapitän der Hamburger Reederei F. Laeisz und Kap Hoornier
- Friedrich Behrens (1909–1980), Wirtschaftswissenschaftler der DDR
- Berthold Brügge (1909–1979), Hörfunkautor
- Hans Gertberg (1909–1970), Regisseur und Hörfunkredakteur
- Marianne Hoppe (1909–2002), Schauspielerin
- Ilse Kollwitz (1909–1981), Kommunalpolitikerin
- Werner Lembcke (1909–1989), Chirurg und Hochschullehrer
- Martha Albrand (1910–1981), deutschamerikanische Schriftstellerin
- Günther Voellner (1910–1999), Lehrer, Maler, Zeichner und Graphiker
- Roland Weber (1910–1983), Biologe und Hochschullehrer

### 1911–1920

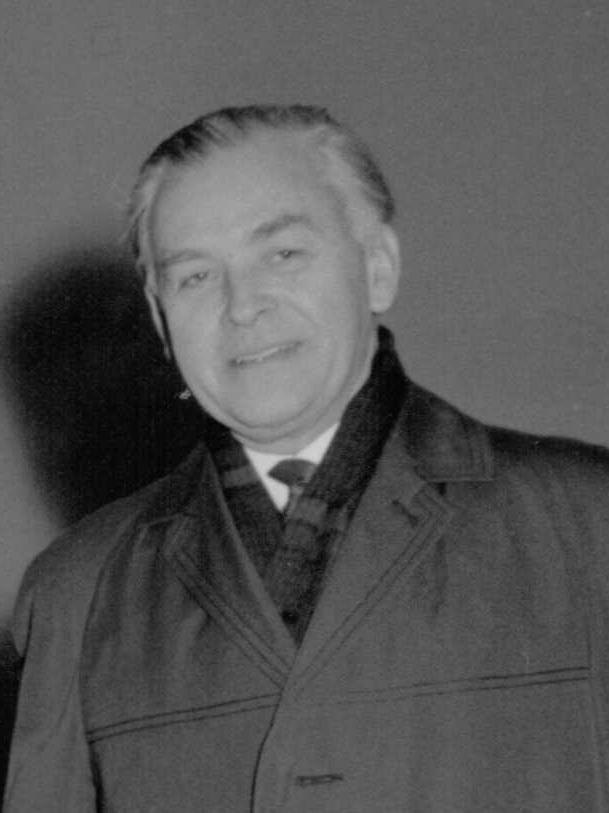
Wolfgang J. Müller
(1913–1992)

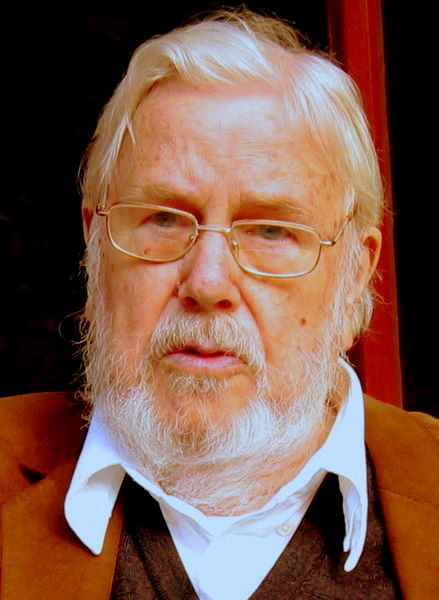
Dietrich von Denffer
(1914–2007)

- Wolfgang Büttner (1912–1990), Schauspieler
- Otto Schönfeldt (1912–1994), Theaterleiter, Publizist und Politiker
- Erika Dunkelmann (1913–2000), Theater- und Filmschauspielerin
- Karl-Heinz Langhoff (1913–1990), Leichtathlet
- Wolfgang John Müller (1913–1992), Kunsthistoriker und Hochschullehrer
- Karl Heinz Robrahn (1913–1987), Lyriker
- Walter Albert Leopold von Brunn (1914–1971), Medizinhistoriker und Hochschullehrer
- Dietrich von Denffer (1914–2007), Botaniker
- Hans Adolf Kühn (1914–1999), Internist und Hochschullehrer
- Detlof Krüger (1915–1996), Schauspieler, Regisseur und Intendant
- Friedrich-Franz Wellingerhof (1917–1985), Theologe
- Woizlawa-Feodora Prinzessin Reuß (1918–2019), Angehörige des Hauses Mecklenburg-Schwerin
- Berndt von Staden (1919–2014), Diplomat
- Ernst August Lauter (1920–1984), Physiker

### 1921–1930

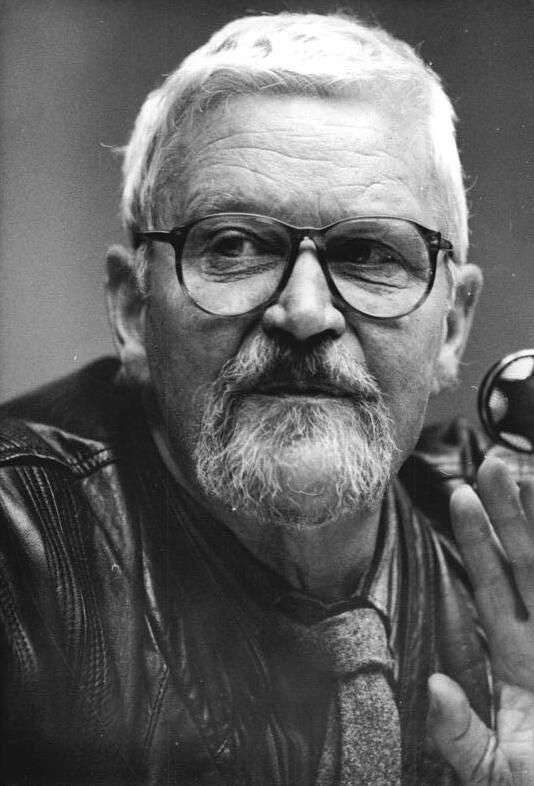
Jo Jastram (1928–2011)

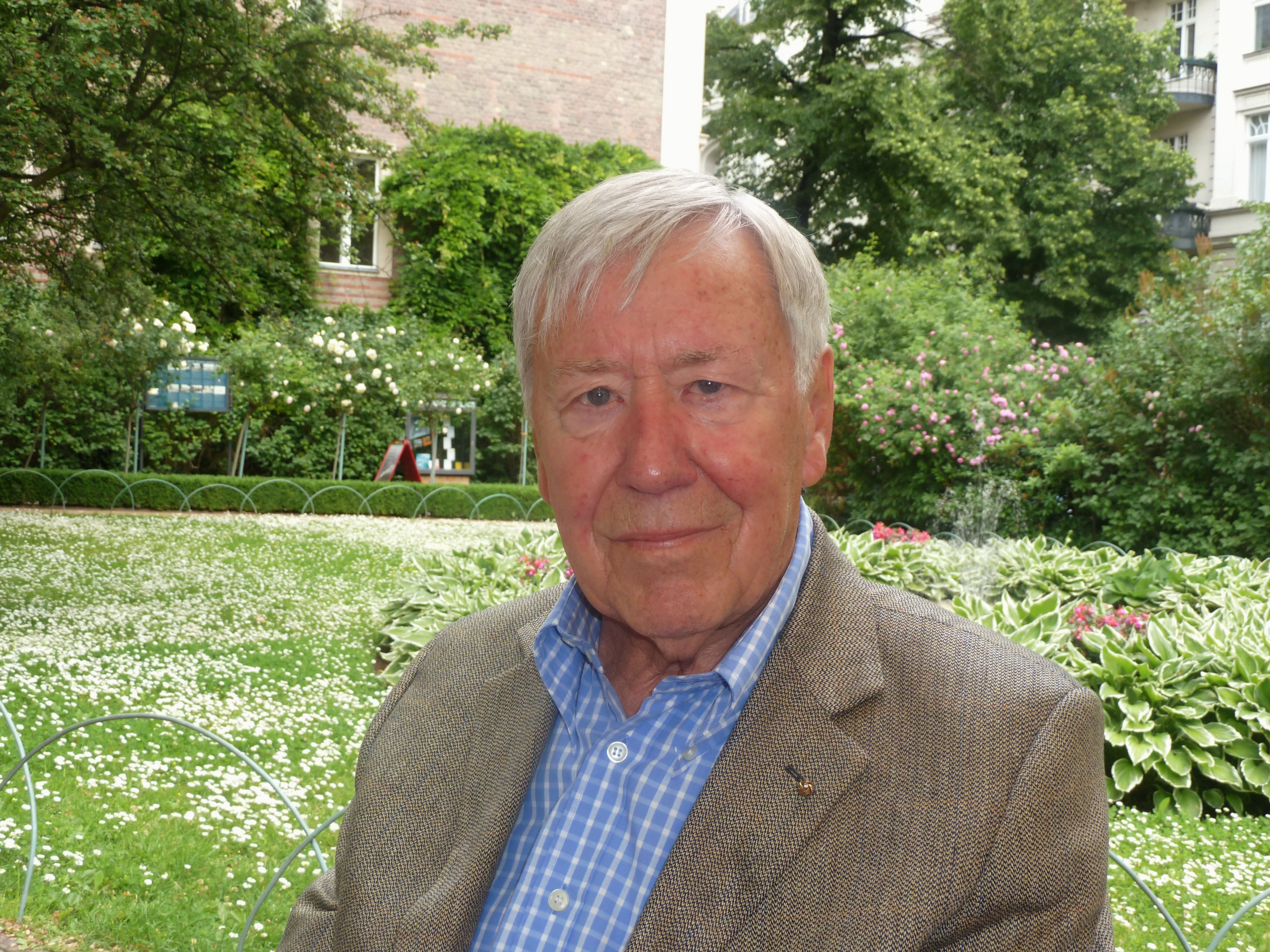
Jürgen Thormann
(1928–2024)

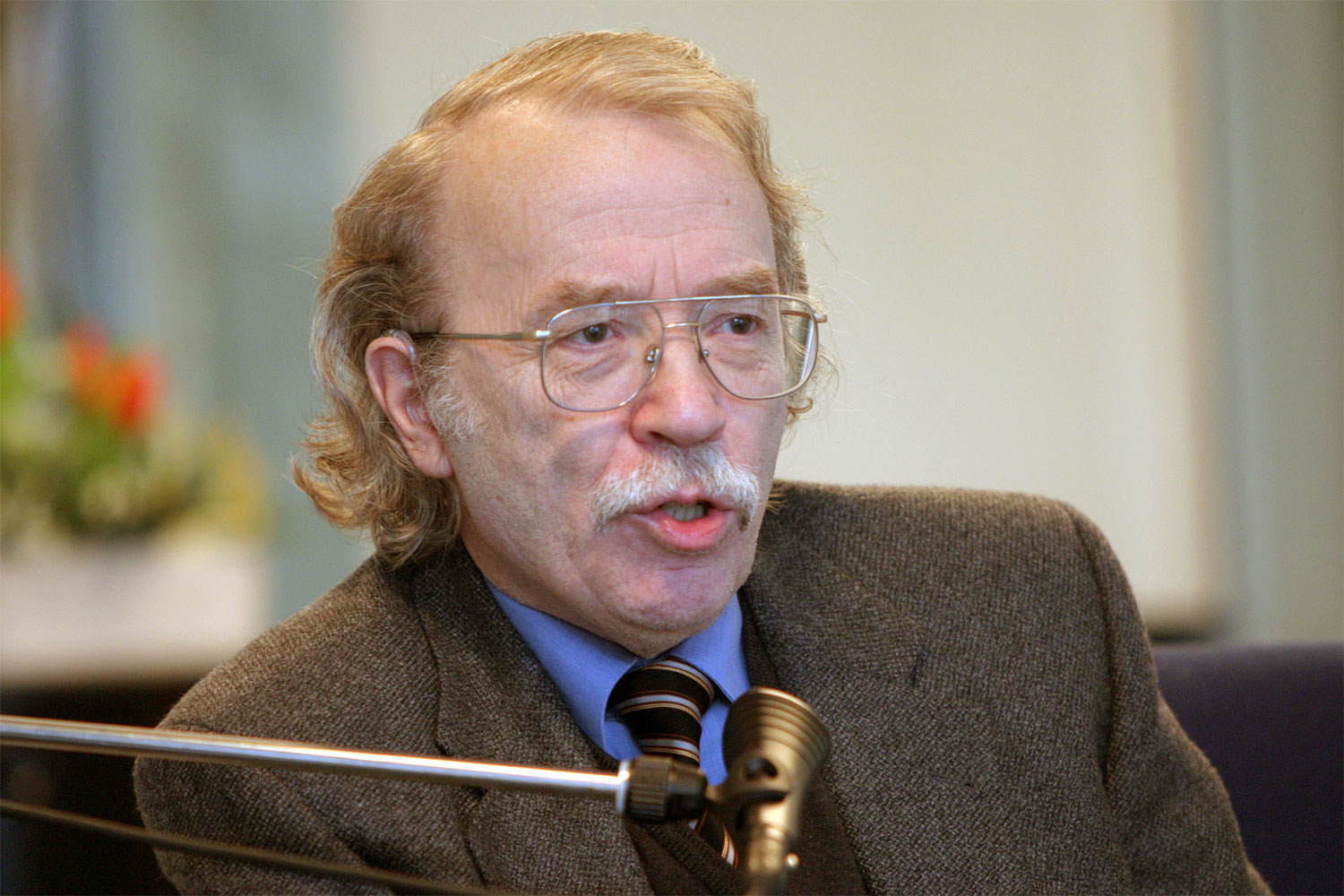
Walter Kempowski
(1929–2007)

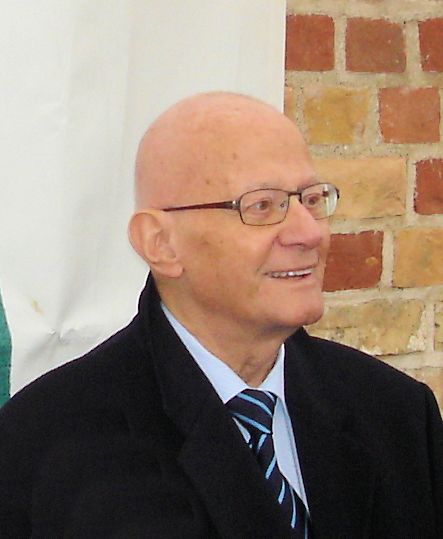
Peter Schulz (1930–2013)

- Brigitte Ringeling (1921–1994), Keramikerin
- Heinz Draehn (1921–2010), Schauspieler und Kabarettist
- Maria-Viktoria Hasse (1921–2014), Mathematikerin
- Anna-Maria Piontek (1921–?), Politikerin
- Gerhard Stübe (1921–2006), Drehbuch- und Hörspielautor.
- Günther Drefahl (1922–2013), Chemiker, Abgeordneter der Volkskammer der DDR, Vorsitzender des Friedensrates der DDR
- Reinhard Elze (1922–2000), Historiker und Hochschullehrer
- Hans-Volkmar Herrmann (1922–1998), Archäologe
- Wolfgang Holst (1922–2010), Fußballfunktionär bei Hertha BSC
- Paul-Friedrich Reder (1922–2004), Handballspieler und -trainer
- Gerhard West (1922–2006), Lehrer, Landschaftsmaler, Kunsthändler und Restaurator
- Jürgen Wilbrandt (1922–2019), Komponist und Musikpädagoge
- Bernd Andreae (1923–1985), Agrarwissenschaftler und -geograf
- Gerhard Baumgärtel (1924–1984), Maler
- Wilhelm Klingenberg (1924–2010), Mathematiker
- Ludwig Leo (1924–2012), Architekt
- Ursula von Dietze (1925–1979), Bibliothekarin, Direktorin
- Gerhard Schmidt-Henkel (1925–2011), Germanist, Hochschullehrer
- Bodo Homberg (1926–2018), Schriftsteller
- Karl Köpke (1926–1997), Landtagsabgeordneter
- Mechthild Mannewitz (* 1926), Malerin und Grafikerin
- Peter Bachér (1927–2020), Journalist und Autor
- Peter Borgelt (1927–1994), Schauspieler
- Martin Elze (1927–2023), evangelischer Kirchenhistoriker und Hochschullehrer
- Edith Fründt (1927–2015), Kunsthistorikerin
- Jürgen Hinrichs (1927–2014), Politiker
- Liselot Huchthausen (1927–2020), Philologin und Althistorikerin
- Werner Timm (1927–1999), Kunsthistoriker
- Hans-Erich Weinschenk (1927–1986), Professor für Elektrotechnik, Rektor der Technischen Hochschule Magdeburg
- Gerhard Zeitel (1927–1991), Wirtschaftswissenschaftler und Politiker
- Jürgen Frohriep (1928–1993), Schauspieler
- Gert Gütschow (1928–2023), Schauspieler
- Adolf Hauer (1928–2017), Jurist, Sekretär der Gesellschaft für Seerecht der DDR
- Konrad Jacobs (1928–2015), Mathematiker
- Jo Jastram (1928–2011), Bildhauer und Grafiker
- Harry John (1928–1977), Lehrer und Politiker
- Martin Klingenberg (* 1928), Biochemiker
- Horst Köbbert (1928–2014), Entertainer, Sänger und Fernsehmoderator
- Liesel Markowski (1928–2019), Musikwissenschaftlerin
- Jürgen Thormann (1928–2024), Schauspieler, Regisseur und Synchronsprecher
- Heiner Carow (1929–1997), Regisseur
- Walter Kempowski (1929–2007), Schriftsteller
- Klaus Mertens (1929–2003), Schauspieler
- Hans Wilken (1929–2006), Frauenarzt
- Ingrid Bachér (* 1930), Schriftstellerin
- Karl-Heinz Krumm (1930–1992), Journalist
- Peter Schulz (1930–2013), Bürgermeister von Hamburg

### 1931–1940

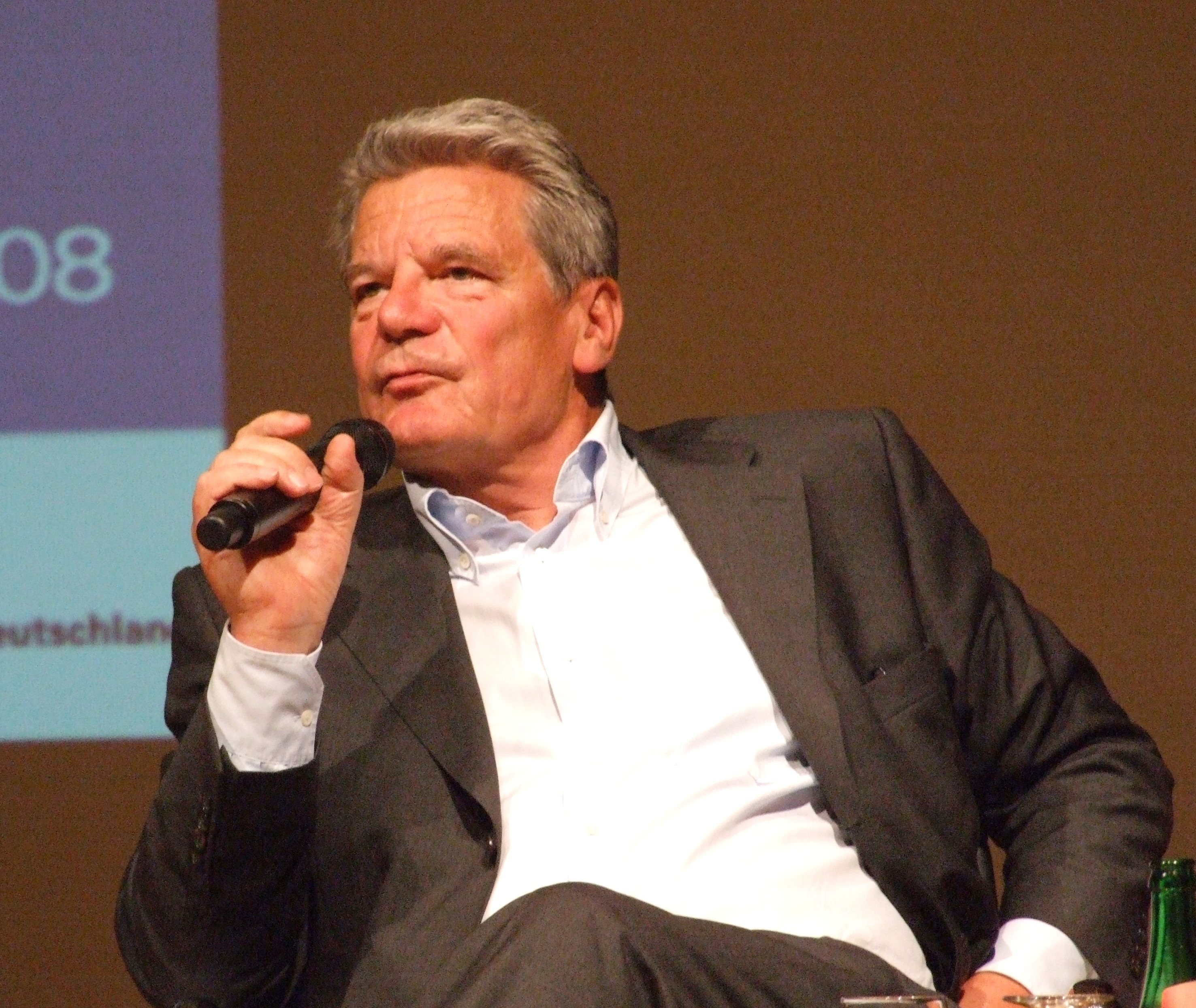
Joachim Gauck (* 1940)

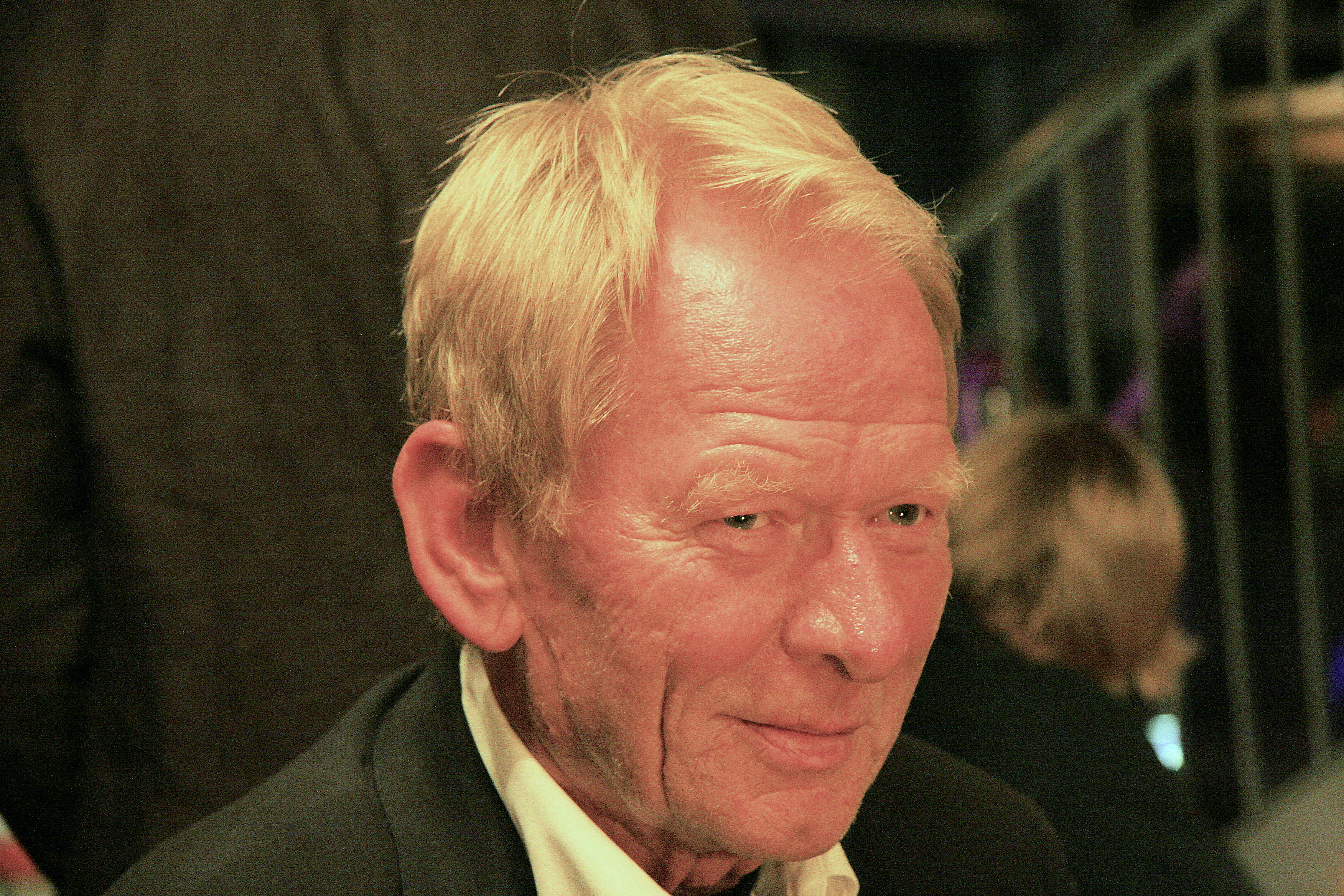
Reinhard Münchenhagen (* 1940)

- Gisbert zu Putlitz (* 1931), Physiker und Wissenschaftsmanager
- Ralf Richter (1931–2021), deutscher Hochschullehrer für Wirtschafts- und Seerecht sowie Rechtsanwalt in Rostock
- Klaus-Jürgen Steindorff (1932–2006), Konteradmiral
- Albrecht-Joachim Boldt (1933–2020), Wendepastor in Plau
- Wolfgang Muchow (1933–2002), Maler, Zeichner und Kunsterzieher in Plau
- Wolfgang Wegener (1933–2002), Maler und Grafiker in Potsdam
- Urte Clasing (1934–2017), Schauspielerin und Schauspiellehrerin
- Hartwig Eschenburg (1934–2025), Kantor und Chorleiter
- Ingo Langberg (1934–2013), Hörspielregisseur
- Ingrid Möller (* 1934), Kunsthistorikerin und Autorin
- Udo Proksch (1934–2001), Geschäftsmann, Krimineller
- Claus Schulz (1934–2024), Balletttänzer, Choreograph und Ballettmeister
- Henning von Storch (1934–2018), Politiker
- Klaus Zorn (* 1934), DDR-Diplomat
- Christian Doermer (1935–2022), Schauspieler, Regisseur, und Drehbuchautor
- Heinrich Hagen (* 1935), Marathonläufer
- Hans Pölkow (1935–2021), Fotograf
- Erika Sulzer-Kleinemeier (* 1935), Fotografin und Journalistin
- Margot Theben (1935–2024), Politikerin (PDS, Die Linke)
- Marianne Tralau (1935–2022), Künstlerin und Galeristin
- Hans Christoph Berg (* 1936), Psychologe, Schulpädagoge, Didaktiker und Hochschullehrer
- Ulrich Böhme (* 1936), Architekt, Produktdesigner, Münzgestalter, Hochschullehrer
- Egbert Brieskorn (1936–2013), Mathematiker
- Peter Hintzmann (1936–1998), DDR-Diplomat, Botschafter in Norwegen und Island
- Klaus Peter Krause (* 1936), Journalist und Blogger
- Eberhard Kühl (* 1936), Politiker (SED)
- Gerhard Lau (1936–2025), Denkmalpfleger und Autor
- Hans Joachim Meyer (1936–2024), Minister für Bildung und Wissenschaft der DDR
- Claus Stier (1936–2016), Pastor und Autor
- Detlef Birgfeld (* 1937), Künstler
- Klaus Blaschke (1937–2022), Kirchenjurist
- Else Ebel (* 1937), Skandinavistin
- Almut Eggert (1937–2023), Schauspielerin und Synchronsprecherin
- Wolfgang Karl Matthäus (* 1937), Physiker und Ozeanograf
- Gernot Minke (* 1937), Architekt
- Eva Mücke (1937–2023), Modedesignerin, -grafikerin und Hochschullehrerin
- Beate Sander (1937–2020), Lehrerin, Autorin und Kolumnistin bei der Bild-Zeitung
- Kurt Eberhard (1938–2008), Psychologe, Psychotherapeut und Sozialwissenschaftler
- Mara Eggert (* 1938), Fotografin
- Gösta B. Ihde (1938–2021), Betriebswirt und Hochschullehrer
- Ingrid Kaehler (* 1938), Schauspielerin
- Heide Lauter-Bufe (* 1938), Klassische Archäologin
- Ulrich Voß (1938–2024), Schauspieler, Regisseur und Romanautor
- Klaus Langhoff (* 1939), Handballtrainer und Handballspieler
- Alfried Nehring (* 1939), Filmproduzent, Drehbuchautor, Dramaturg und Autor
- Hans Erich Riedel (1939–2023), Physikdidaktiker, Hochschullehrer
- Dirk Schneider (1939–2002), Politiker und DDR-Agent
- Joachim Gauck (* 1940), Pfarrer und Politiker, elfter Bundespräsident Deutschlands
- Reinhard Münchenhagen (* 1940), Fernsehmoderator
- Norbert Werbs (1940–2023), Theologe und Weihbischof
- Dieter Wruck (1940–2022), Fußballspieler und Fußballfunktionär

### 1941–1950

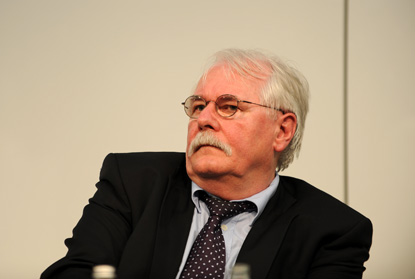
Gerd Poppe (1941–2025)

- Jürgen Grambow (1941–2003), Literaturwissenschaftler und Germanist
- Thomas Hartwig (* 1941), Kameramann und Drehbuchautor
- Reinhart Köstlin (* 1941), Kommunalpolitiker, von 1991 bis 2007 Oberbürgermeister von Achern
- Wolfgang Kröplin (* 1941), Dramaturg und Theaterwissenschaftler
- Gerd Poppe (1941–2025), Bürgerrechtler
- Hans-Karsten Raecke (* 1941), Komponist und Erfinder von Musikinstrumenten
- Henrik Schmiegelow (* 1941), Jurist und Diplomat
- Karin Burmeister (1942–2023), Aktivistin der Frauengleichstellung, Politikerin und Trägerin des Bundesverdienstkreuzes am Bande
- Gerd Dührkop (* 1942), Leichtathlet
- Wolfgang Schlüter (1942–2019), Maler und Schmuckgestalter
- Horst D. Schulz (* 1942), Geochemiker und Hydrogeologe
- Stefan Eisermann (1943–1998), Bildender Künstler und Maler
- Ulrich Frohriep (* 1943), Schriftsteller
- Heinz Müller (1943–1970), starb als von West-Berlin kommender Mauerspringer
- Wolfgang Ziegler (* 1943), Schlagersänger und Komponist
- Michael Baade (* 1944), Schriftsteller
- Ralph Borghard (* 1944), Eiskunstläufer
- Gabriele Gloger-Tippelt (* 1944), Wissenschaftlerin mit den Schwerpunkten Entwicklungspsychologie und Pädagogische Psychologie
- Gerda von Bülow (* 1945), Archäologin
- Reiner Ganschow (* 1945), Handballtrainer und -spieler
- Conrad-Michael Lehment (* 1945), Ingenieur, Unternehmer und Politiker
- Heinz Eggert (* 1946), Politiker
- Hannelore Burosch (* 1947), Handballspielerin
- Gerhard Weber (* 1948), Fotograf
- Gerd Zielenkiewitz (* 1948), Politiker
- Wilfried Erbguth (* 1949), Rechtswissenschaftler
- Günther Schumacher (* 1949), Radrennfahrer und zweifacher Olympiasieger
- Norbert Baunach (1950–2021), Politiker, Mitglied des Landtages in Mecklenburg-Vorpommern
- Karin Bresemann (* 1950), Politikerin
- Angelika Bruhn (* 1950), Verlegerin
- Reinhard Gust (* 1950), Ruderer, 1972 Olympiazweiter im Vierer mit Steuermann
- Michael Hametner (* 1950), österreichisch-deutscher Journalist, Redakteur, Sprecher und Kritiker
- Katrin Hart (* 1950), Kabarettistin
- Klaus Lass (* 1950), Musiker und Sänger
- Karl Scharnweber (* 1950), Kirchenmusiker und Komponist
- Hans Uszkoreit (* 1950), Informatiker

### 1951–1960

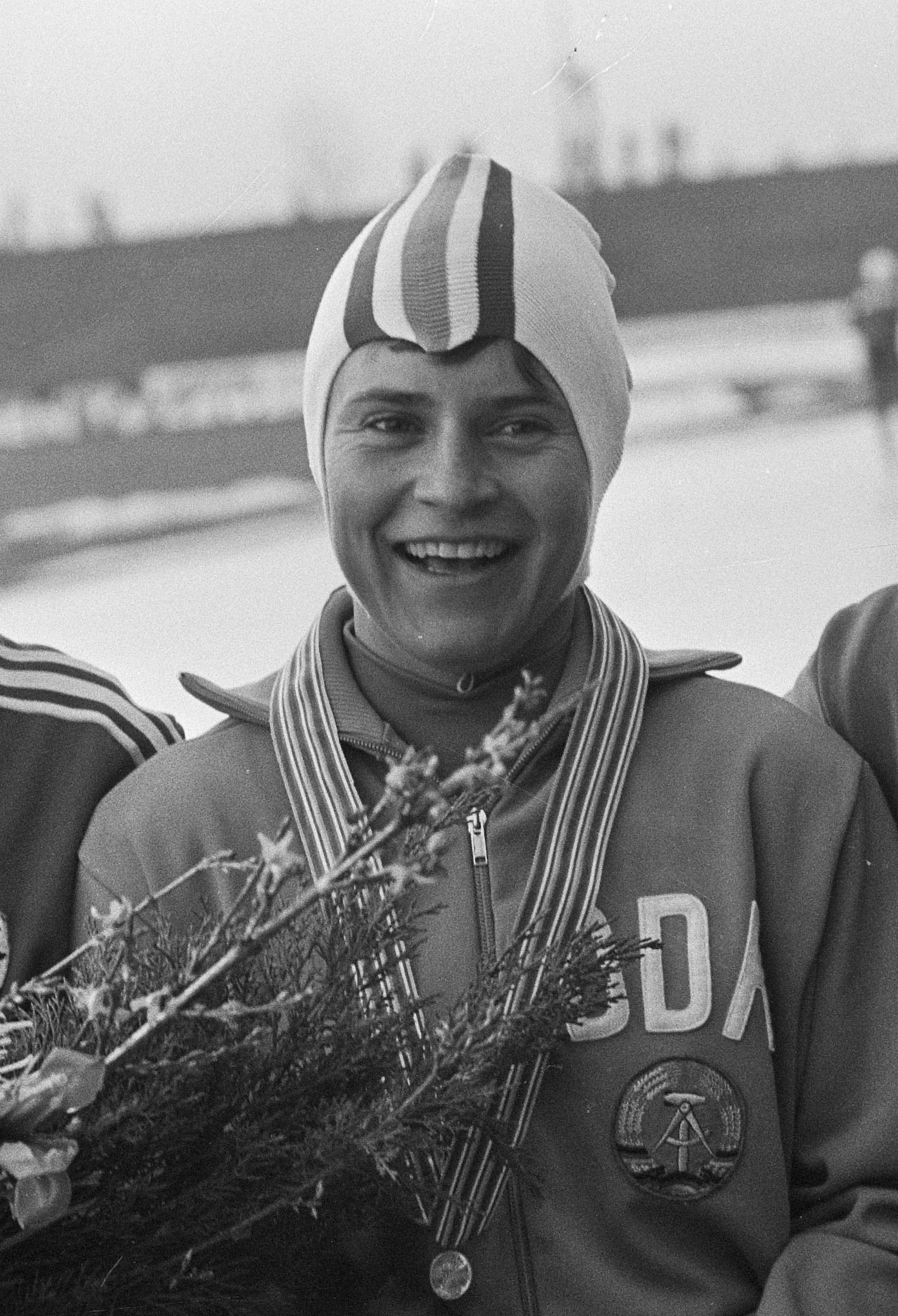
Karin Kessow (* 1954)

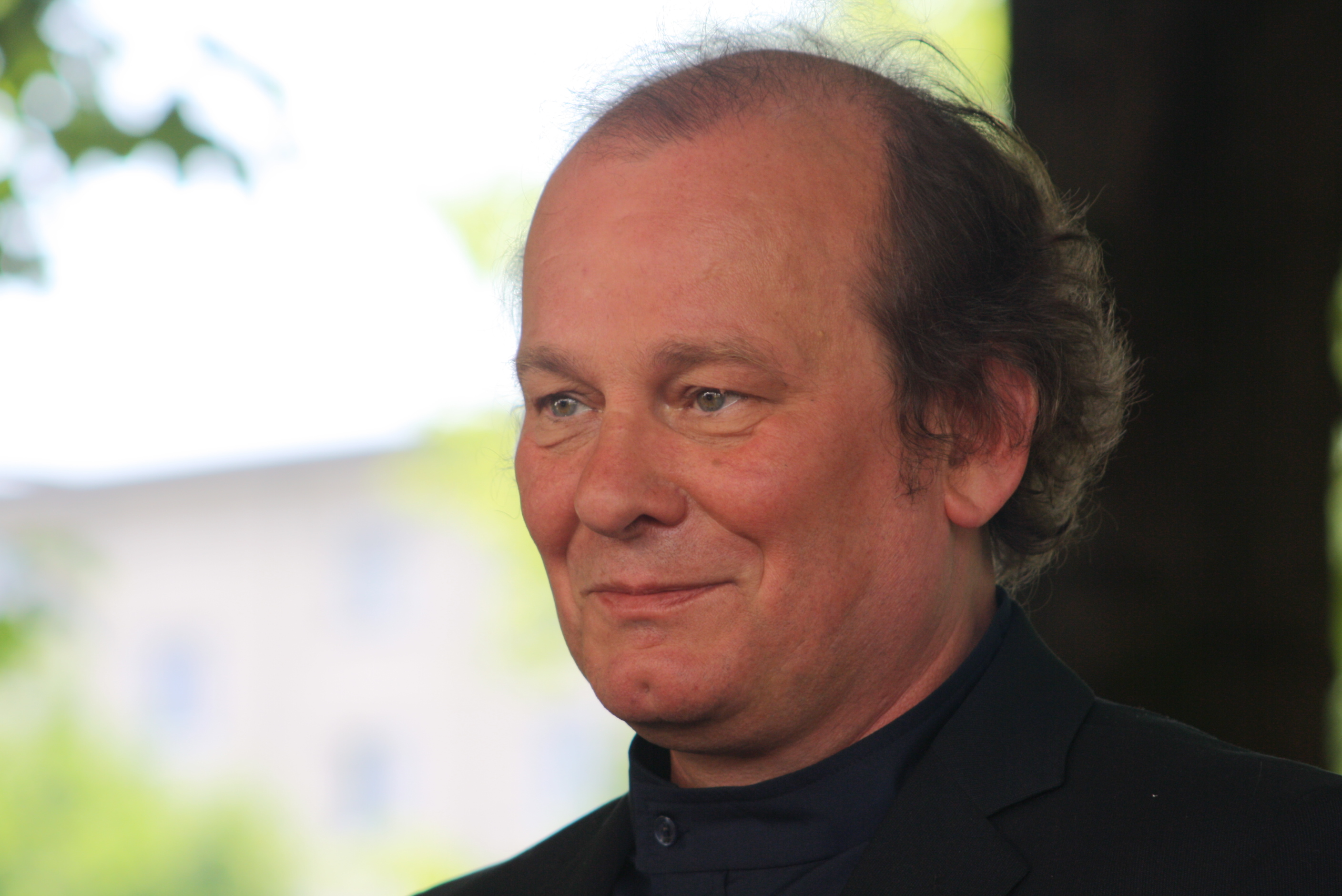
Peter Wawerzinek (* 1954)

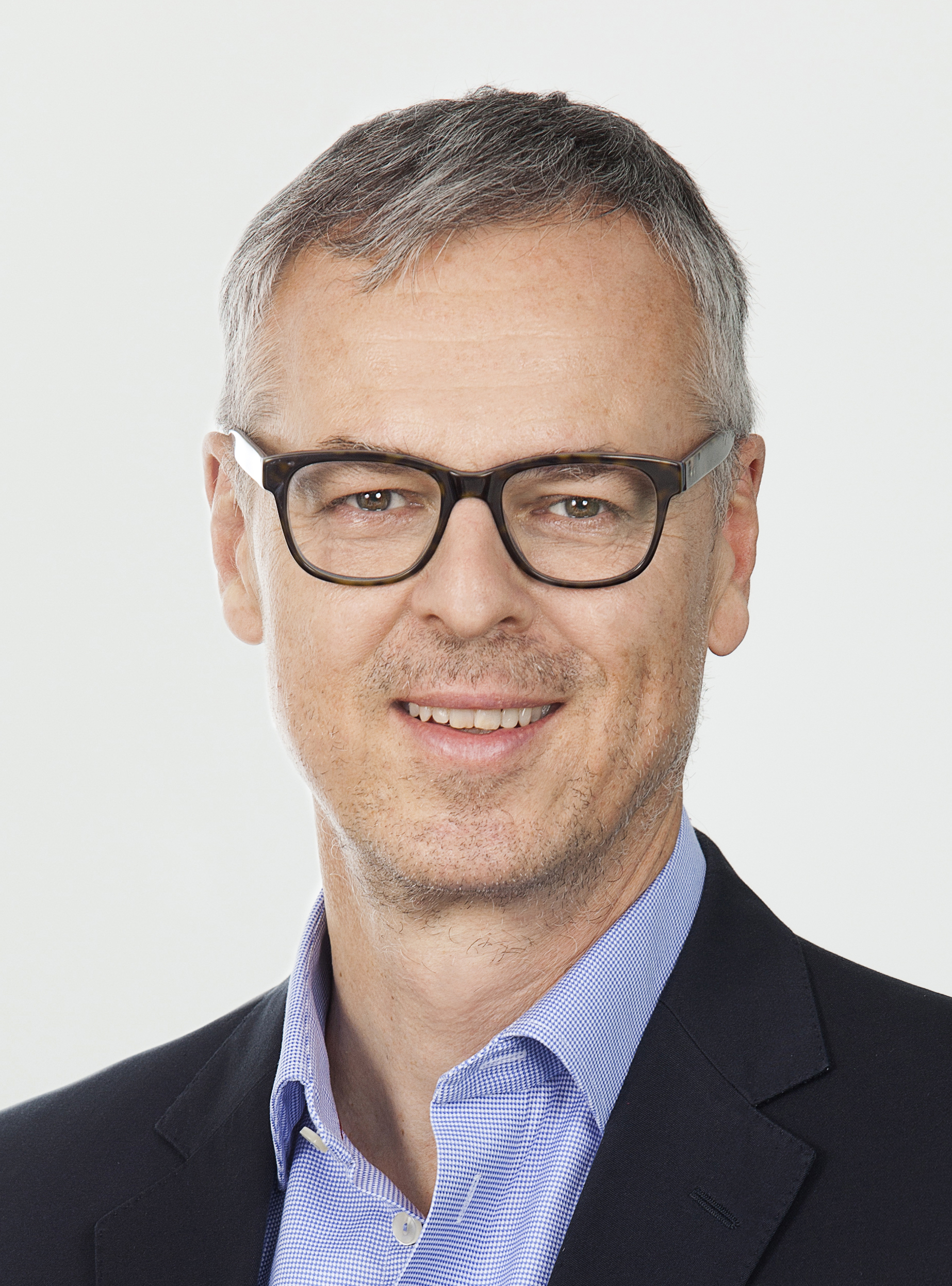
Mario Frank (* 1958)

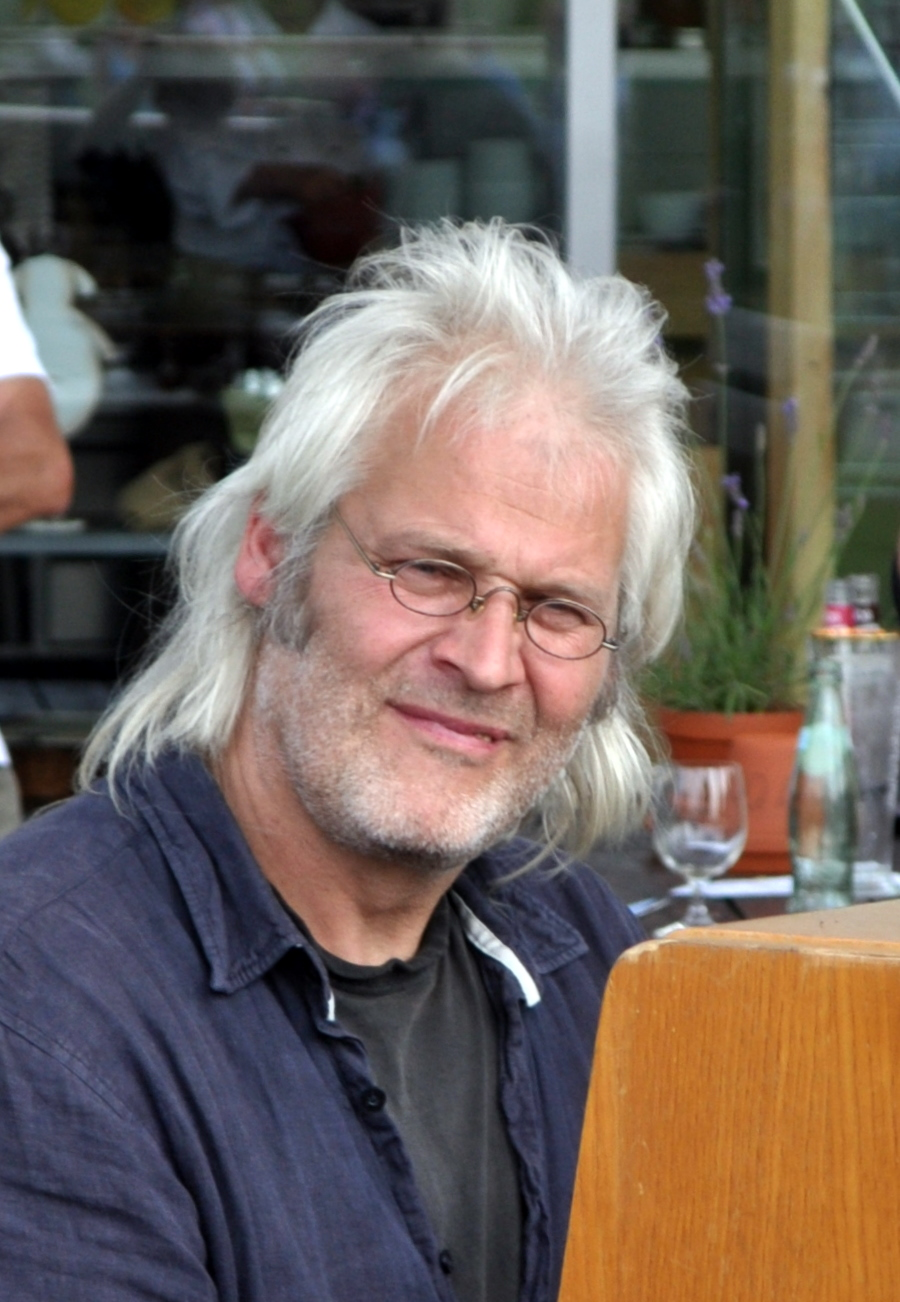
Thomas Putensen (* 1959)

- Harry Mohr (1951–2014), Maler, Grafiker und Plastiker
- Reinhard Rychly (* 1951), Geräteturner
- Rainer M. Schröder (* 1951), Autor
- Reinhard Simon (* 1951), Theaterintendant und Politiker (BSW)
- Gabriele Badorek (* 1952), Handballspielerin
- Siegfried Brietzke (* 1952), Ruderer
- Ulrich Karnatz (* 1952), Ruderer, 1976 und 1980 Olympiasieger im Achter
- Dietrich Kehl (* 1952), Fußballspieler
- Ernst Münch (* 1952), Historiker und Hochschullehrer
- Rolf Oesterreich (* 1952), Eiskunstläufer
- Ulrike Poppe (* 1953), Bürgerrechtlerin
- Christine Schmitt (* 1953, nach Heirat Christine Dreßel), Geräteturnerin, Olympia- und WM-Zweite
- Eckardt Alms (* 1954), Fußballspieler
- Heidi Becker (1954–1987), Wasserspringerin, Europameisterin 1970
- Rita Feldmeier (* 1954), Schauspielerin
- Karin Kessow (* 1954), Eisschnellläuferin, Weltmeisterin 1975
- Rebekka Schmidt (* 1954), Politikerin
- Wolfgang Schwerin (1954–2020), Fußballspieler
- Peter Wawerzinek (* 1954), Schriftsteller
- Heike Lange, verheiratete Kahl (* 1955), Eisschnellläuferin
- Arno Schmidt (* 1955), Musiker, Liedermacher
- Anette Schröder (* 1955), Keramikerin, Bildhauerin und Autorin
- Regina Stoll (* 1955), Präventiv- und Sportmedizinerin, Hochschullehrerin
- Helmut Wilk (* 1955), Handballtrainer und Handballspieler
- Stefanie Wolf (* 1955), Politikerin
- Michael Mischinger (* 1956), Fußballspieler
- Frank-Michael Wahl (* 1956), Handballspieler und Trainer
- Elke Altmann (* 1957), Politikerin
- Frank Hill (* 1957), Komponist und Gitarrist
- Rainer Jarohs (* 1957), Fußballfunktionär und ehemaliger Fußballspieler
- Roland Jüngling (* 1957), Fußballspieler
- Sabine Röther-Kirschke (* 1957), Handballspielerin
- Reinhold Steingräber (1957–2006), Ringer
- Norbert Trieloff (* 1957), Fußballspieler
- Dieter Waskow (* 1957), Wasserspringer
- Mario Frank (* 1958), Jurist und Medienmanager
- Jan Jastram (* 1958), Bildhauer
- Klaus Kröppelien (* 1958), Ruderer, Olympiasieger 1980 im Doppelzweier
- Michael Schulz (* 1958), Fußballspieler
- Thomas Jastram (* 1959), Bildhauer
- Hansjörg Kunze (* 1959), Leichtathlet
- Frank Pfütze (1959–1991), Schwimmer
- Jörg Pose (* 1959), Schauspieler
- Thomas Putensen (* 1959), Schauspieler, Pianist, Komponist und Sänger
- Axel Schulz (* 1959), Fußballspieler und -trainer
- Thomas Beyer (* 1960), Politiker (SPD)
- Raimund Borrmann (* 1960), NPD-Politiker
- Antje Bostelmann (* 1960), Autorin pädagogischer Sachbücher und Unternehmerin
- Astrid Meyerfeldt (* 1960), Theater- und Filmschauspielerin
- Frank Rohde (* 1960), Fußballspieler und -trainer
- Astrid Rösel (* 1960), Schriftstellerin, Hörspielautorin und Lektorin

### 1961–1970
- Jürgen Angelow (* 1961), Historiker

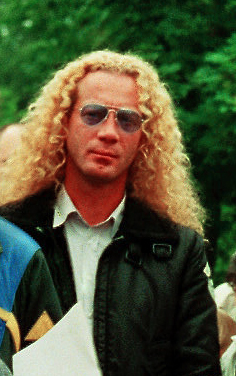
Volker Handloik
(1961–2001)

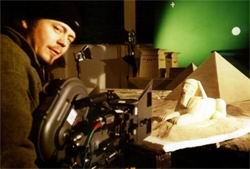
Thomas Frick (* 1962)

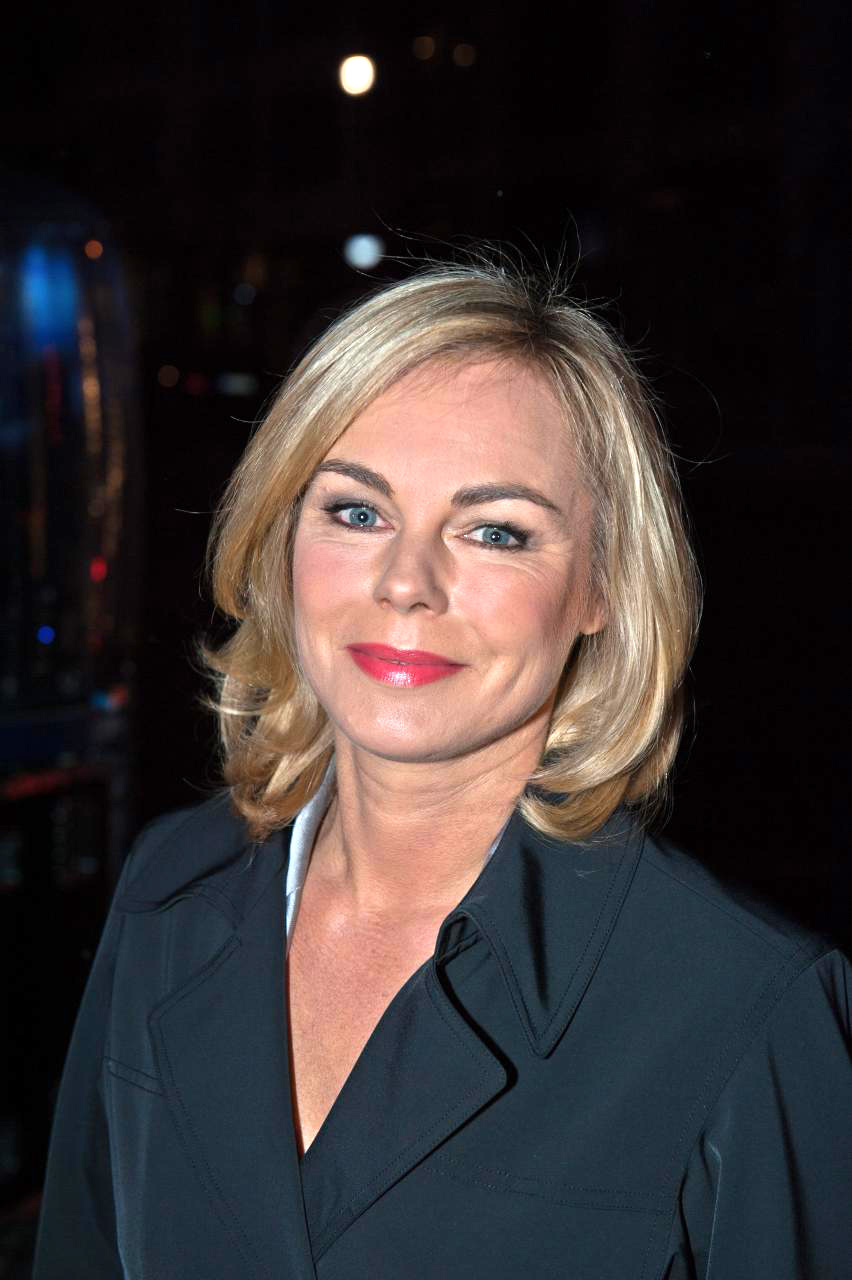
Saskia Valencia (* 1964)

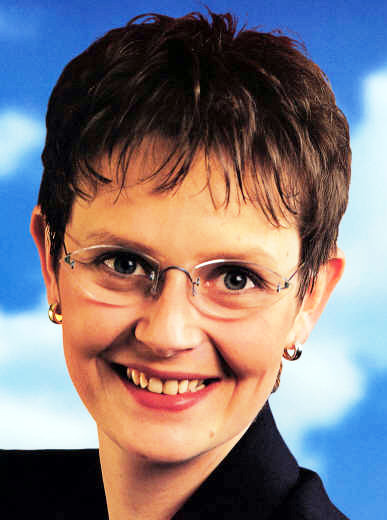
Claudia Nolte (* 1966)

- Katrin Arrieta (* 1961), Kunsthistorikerin und Kuratorin
- Kirsten Emmelmann (* 1961), Leichtathletin und Olympiamedaillengewinnerin
- Frank Goyke (* 1961), Schriftsteller
- Volker Handloik (1961–2001), Journalist
- Michael Niekammer (* 1961), Sänger, Schauspieler, Textautor und Künstlermanager
- Steffen Ahrens (* 1962), Bildhauer
- Gernot Alms (* 1962), Fußballspieler
- Thomas Frick (* 1962), Regisseur und Drehbuchautor
- Sarina Hülsenbeck (* 1962), Schwimmerin
- Oliver Matz (* 1962), Ballett-Tänzer
- Katrin Prühs (* 1962), Fußballspielerin
- Susanne Rast (* 1962), Bildhauerin und Zeichnerin
- Simone Tippach-Schneider (* 1962), Publizistin und Ausstellungsmacherin
- Nils Busch-Petersen (* 1963), Politiker
- Iris Hoffmann (* 1963), Politikerin
- Martina Proeber (* 1963), Wasserspringerin
- Sibylle Günter (* 1964), Physikerin
- Katrin von Maltzahn (* 1964), Malerin, Grafikerin, Autorin und Professorin
- Saskia Valencia (* 1964), Schauspielerin
- Ralf Grabow (1965–2013), Politiker, Mitglied des Landtages von Mecklenburg-Vorpommern
- Matthias Hahn (* 1965), Handballspieler
- René Jung (* 1965), Kameramann
- Heiko März (* 1965), Fußballspieler und -trainer
- Nils Rudolph (* 1965), Schwimmer
- Christian Schenk (* 1965), Leichtathlet
- Jörg Schieke (* 1965), Schriftsteller
- Marco Kostmann (* 1966), Fußballtrainer
- Kathrin Langschwager (* 1966), Volleyballspielerin
- Anne Moll (* 1966), Schauspielerin und Synchronsprecherin
- Claudia Nolte (* 1966), Politikerin (CDU)
- Jens Wahl (* 1966), Fußballspieler
- Agnes Wegner (* 1966), Kulturmanagerin
- Torsten Westphal (* 1966), Gewerkschafter und Eisenbahnmanager
- Silke Peters (* 1967), Autorin, Künstlerin und Herausgeberin
- Ramona Portwich (* 1967), Kanutin, mehrfache Olympiasiegerin
- Angela Schlabinger (* 1967), Schauspielerin
- Keno Verseck (* 1967), Journalist
- Brit Wiedemann (* 1967), Volleyballspielerin
- Christian Zehe (* 1967), Vielseitigkeitsreiter
- Andrea Bölk (* 1968), Handballspielerin
- Jens Dowe (* 1968), Fußballspieler
- Manuela Dudeck (* 1968), Psychiaterin
- Wilfried Eisenberg (* 1968), Manager
- Steffen Mau (* 1968), Soziologe
- Heiko Strohmann (* 1968), Politiker
- Andreas Tews (* 1968), Amateurboxer, Olympiasieger
- Florian Weichert (* 1968), Fußballspieler
- Katrin Baaske (* 1969), Fußballspielerin
- Jule oder Kathrin Böwe (* 1969), Theater- und Filmschauspielerin
- Gunnar Dedio (* 1969), Filmproduzent und Medienunternehmer
- Thomas Finck (* 1969), Fußballspieler und -trainer
- Thomas Grabow (* 1969), Fußballspieler und -trainer
- Karen Larisch (* 1969), Politikerin und Sozialarbeiterin
- Jörn Lenz (* 1969), Fußballspieler
- Birgit Peter (* 1969), Handballspielerin
- Axel Rietentiet (* 1969), Fußballspieler und -trainer
- Enrico Röver (* 1969), Fußballspieler und -trainer
- Peer Schmidt (* 1969), Chemiker
- Kerstin Thurow (* 1969), Ingenieurwissenschaftlerin und Professorin für Automatisierungstechnik
- Antje Draheim (* 1970), Politikerin (SPD)

### 1971–1980

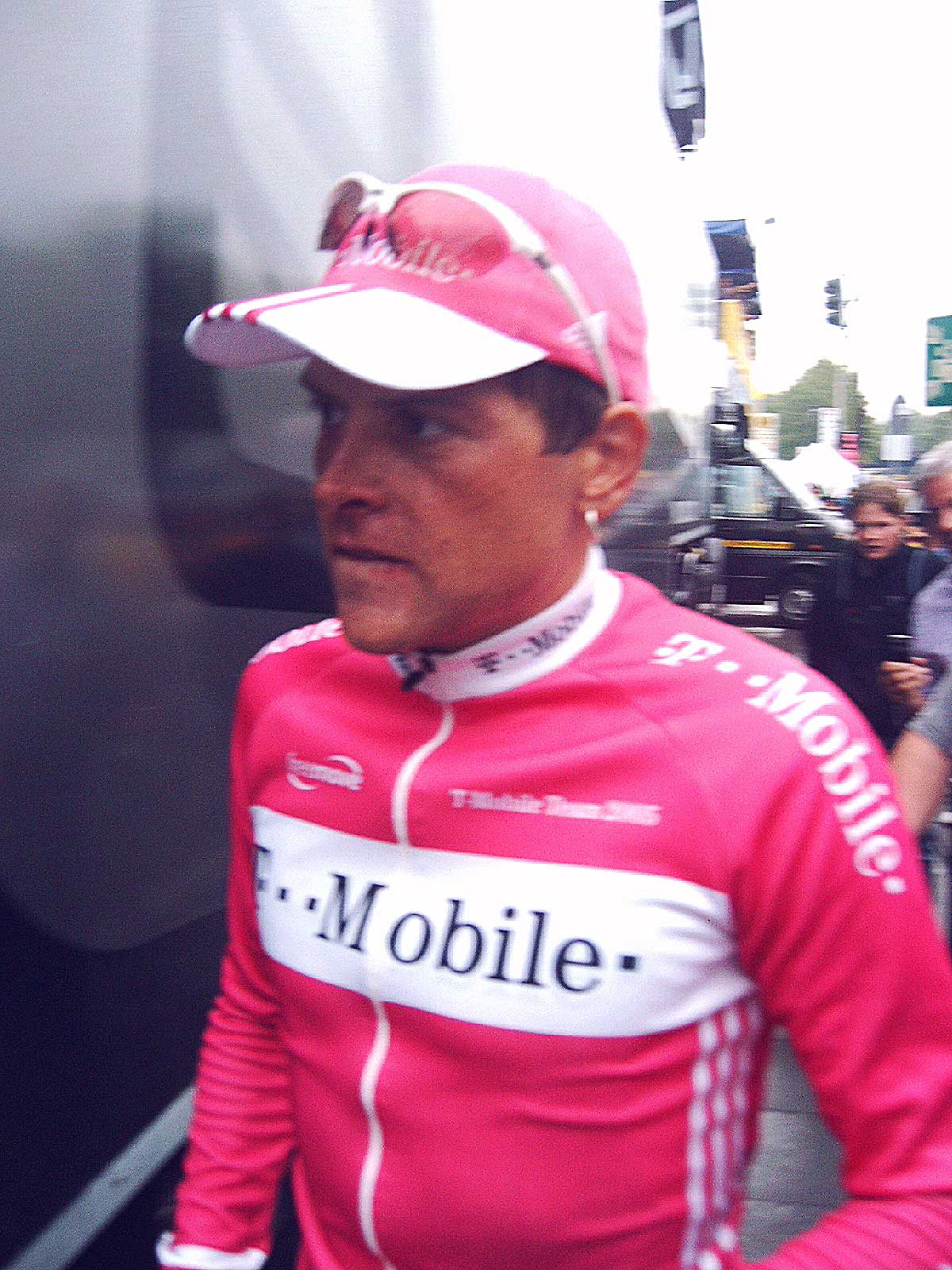
Jan Ullrich (* 1973)

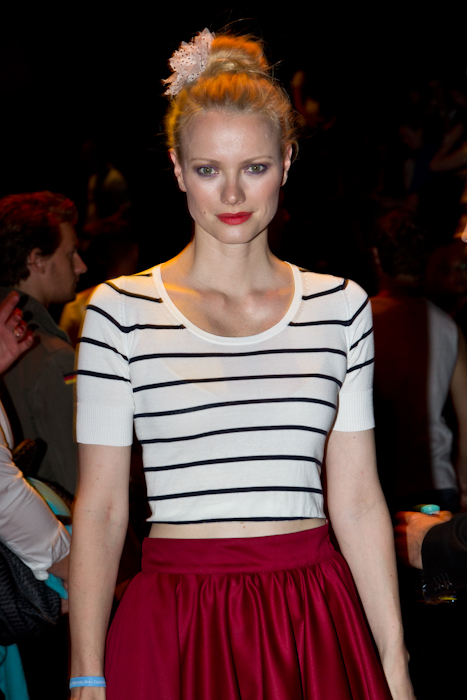
Franziska Knuppe (* 1974)

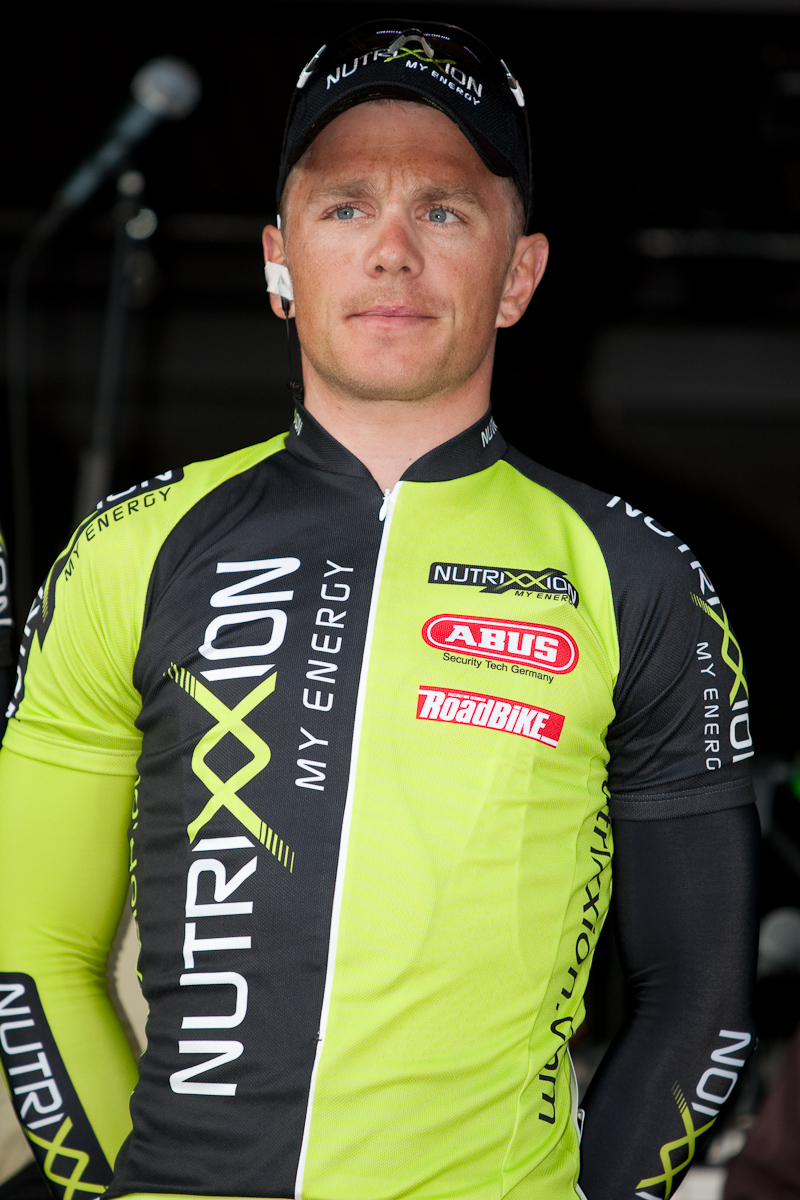
Eric Baumann (* 1980)

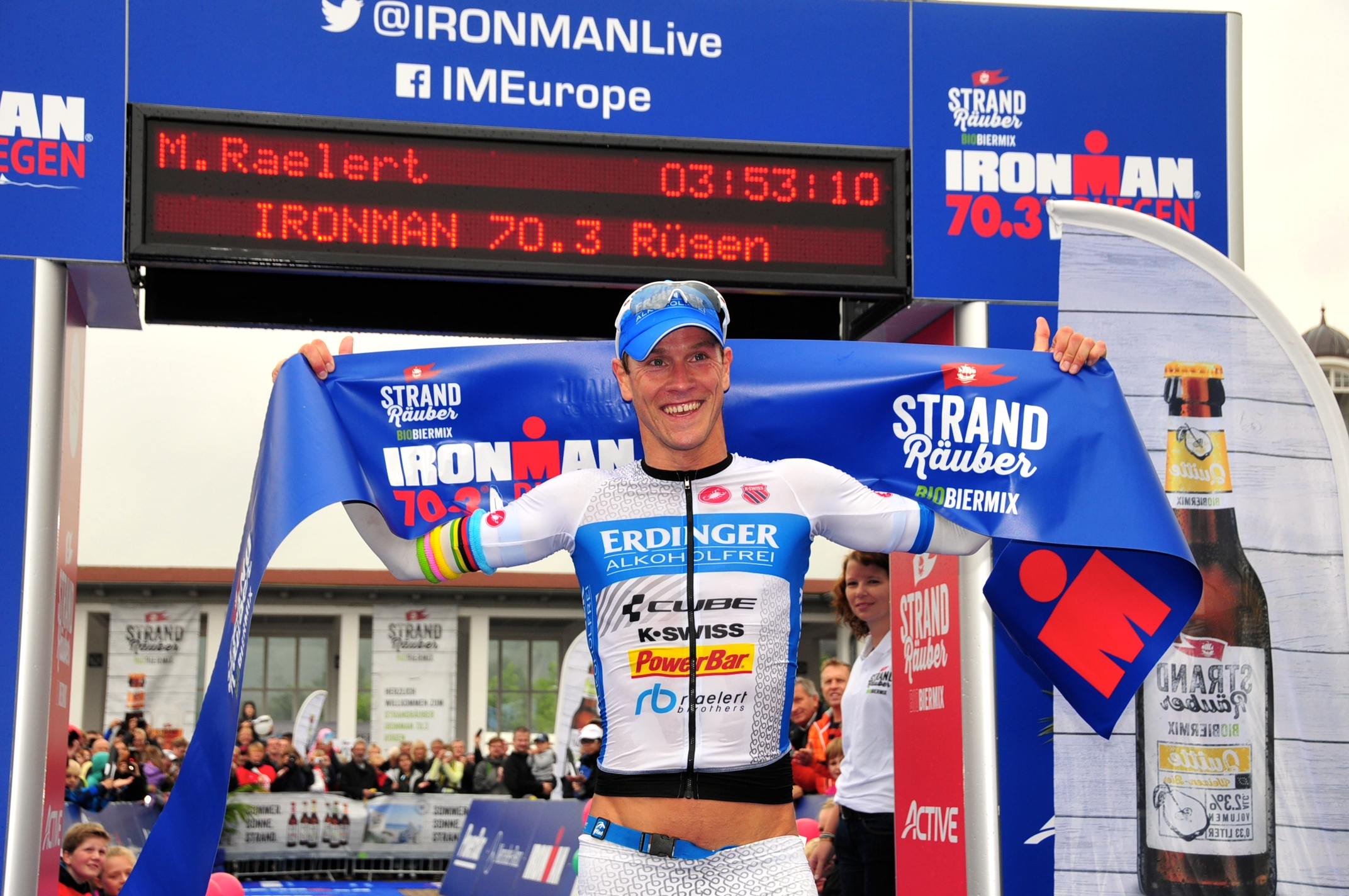
Michael Raelert (* 1980)

- Gun-Brit Barkmin (* 1971), Opernsängerin und Konzertsolistin
- Martin Brauer (1971–2021), Schauspieler und Musiker
- Dirk Grabow (* 1971), Fußballfunktionär
- Daniel Hoffmann (* 1971), Fußballspieler und -trainer
- Ines Jesse (* 1971), Rechtswissenschaftlerin, politische Beamtin und Politikerin
- Thomas Lässig (* 1971), Fußballspieler
- Steffen Baumgart (* 1972), Fußballspieler
- Peggy Büchse (* 1972), Schwimmerin
- Christine Busse (* 1972), Juristin, Generalstaatsanwältin
- Rahel Frank (* 1972), Historikerin
- René Stern (* 1972), Schachspieler
- Silke Engler (* 1973), Politikerin
- Michael Joseph (* 1973), Autor
- Jan Ullrich (* 1973), Radrennfahrer
- Sigrid Alegría (* 1974), chilenische Schauspielerin
- Sylvia Grimm (* 1974), politische Beamtin (SPD)
- Franziska Knuppe (* 1974), Model
- Dörte Lindner (* 1974), Wasserspringerin
- Karen Markwardt (* 1974), Reporterin und Moderatorin
- Michael Meister (* 1974), Politiker (AfD)
- Andreas Möller (* 1974), Journalist, Autor und Kommunikationsmanager
- Torsten Schmidt (* 1974), Diskuswerfer
- Hinnerk Schönemann (* 1974), Schauspieler
- Sebastian F. Schwarz (* 1974), Theatermanager
- Frank Setzer (* 1974), Forstwissenschaftler und Hochschullehrer
- Kathrin Spielvogel (* 1974), Schauspielerin und Referentin
- Stefan Strauch (* 1974), Handballspieler
- Philipp Weber (* 1974), hyperrealistischer Maler
- Uwe Ehlers (* 1975), Fußballspieler
- Ulf Ganschow (* 1975), Handballspieler
- Sebastian Hahn (* 1975), Fußballspieler
- Kathleen Kern (* 1975), deutsche Turnerin
- Andreas Kuhlage (* 1975), Moderator
- Birger Lüssow (* 1975), Politiker (NPD)
- Ulrike Lucke (* 1975), Informatikerin und Lehrstuhlleiterin für „Komplexe Multimediale Anwendungsarchitekturen“
- Gunnar Mau (* 1975), Psychologe, Wirtschaftswissenschaftler und Konsumforscher
- Michael Noetzel (* 1975), Politiker (Die Linke)
- Annika Walter (* 1975), Wasserspringerin
- Stefanie Drese (* 1976), Politikerin, Landesministerin und Rechtsanwältin
- Andreas Raelert (* 1976), Triathlet
- Claudia Steffen (* 1976), Filmproduzentin
- Stefan Strack (* 1976), Handballspieler
- Katrin Weber (* 1976), Shorttrackerin
- Mathias Brodkorb (* 1977), Politiker
- Daniel Klewer (* 1977), Fußballspieler
- Arian Nachbar (* 1977), Shorttracker
- Sebastian Schulz (* 1977), Synchronsprecher
- Pyranja (* 1978), Rapperin
- Sebastian Hämer (* 1979), Sänger
- Anne Jünemann (* 1979), Filmeditorin
- Britta Kamrau (* 1979), Schwimmerin
- Anne Krüger (* 1979), Shorttrackerin
- Mathias Rieck (* 1979), Segler
- Eric Baumann (* 1980), Radrennfahrer
- Carsten Busch (* 1980), Fußballspieler
- Michael Raelert (* 1980), Triathlet
- Sabrina Roß (* 1980), Volleyballspielerin
- Hartmut von Sass (* 1980), evangelischer Theologe
- Jan Simowitsch (* 1980), Pianist und Komponist
- Konstantin Wulff (* 1980), Beachvolleyballspieler
- Nicole Zimmermann (* 1980), Riemenruderin

### 1981–1990
- Ronny Blaschke (* 1981), Sportjournalist
- Daniel Brückner (* 1981), Fußballspieler
- Steffen Freiberg (* 1981), Politiker (SPD)

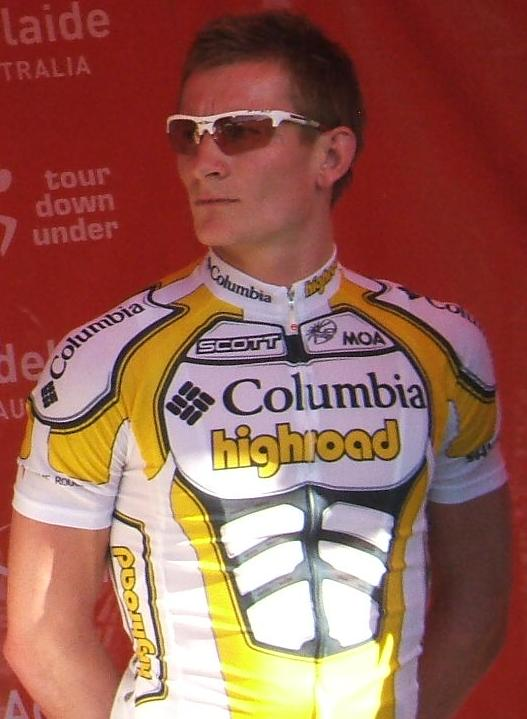
André Greipel (* 1982)

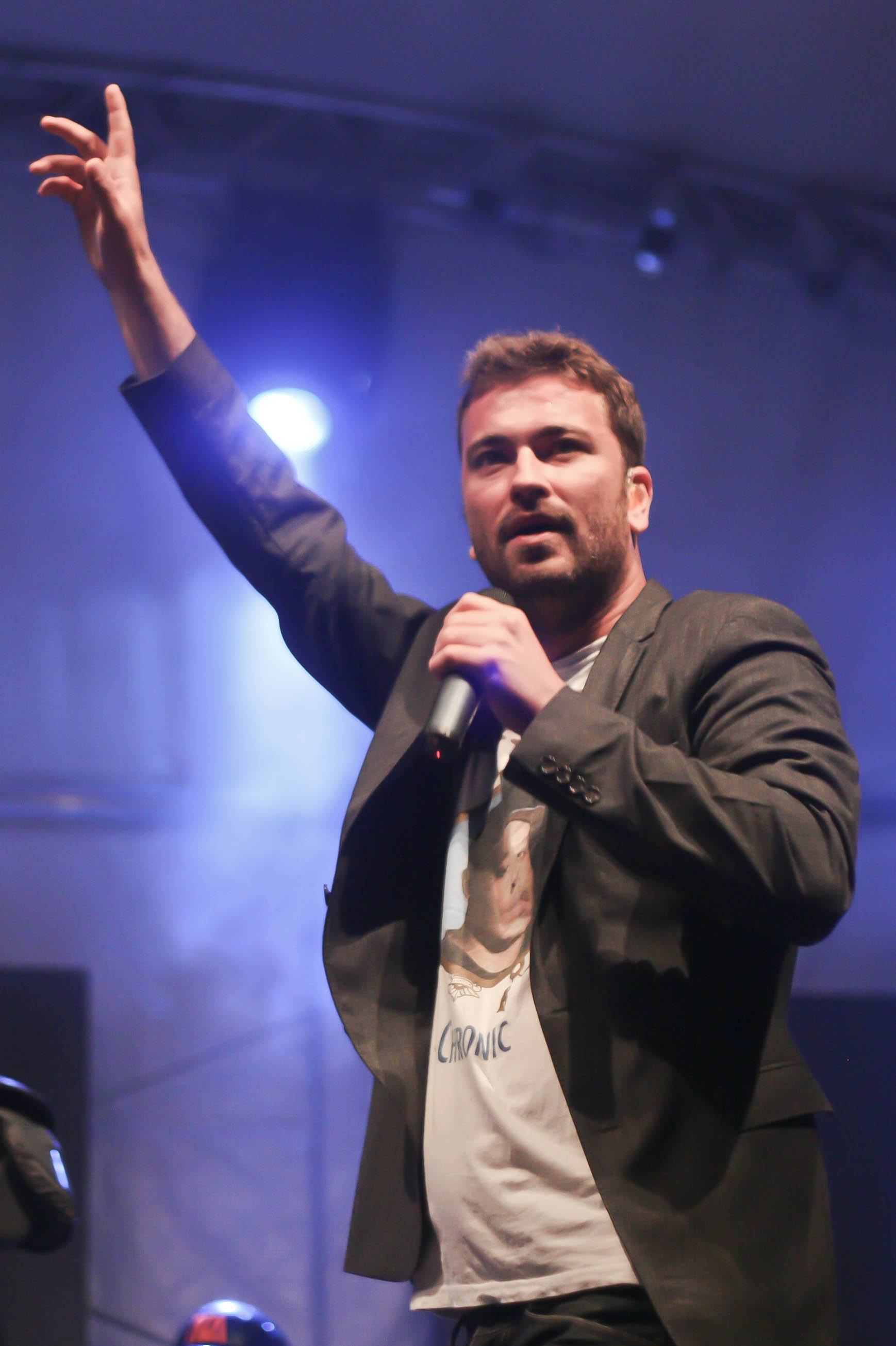
Marteria (* 1982)

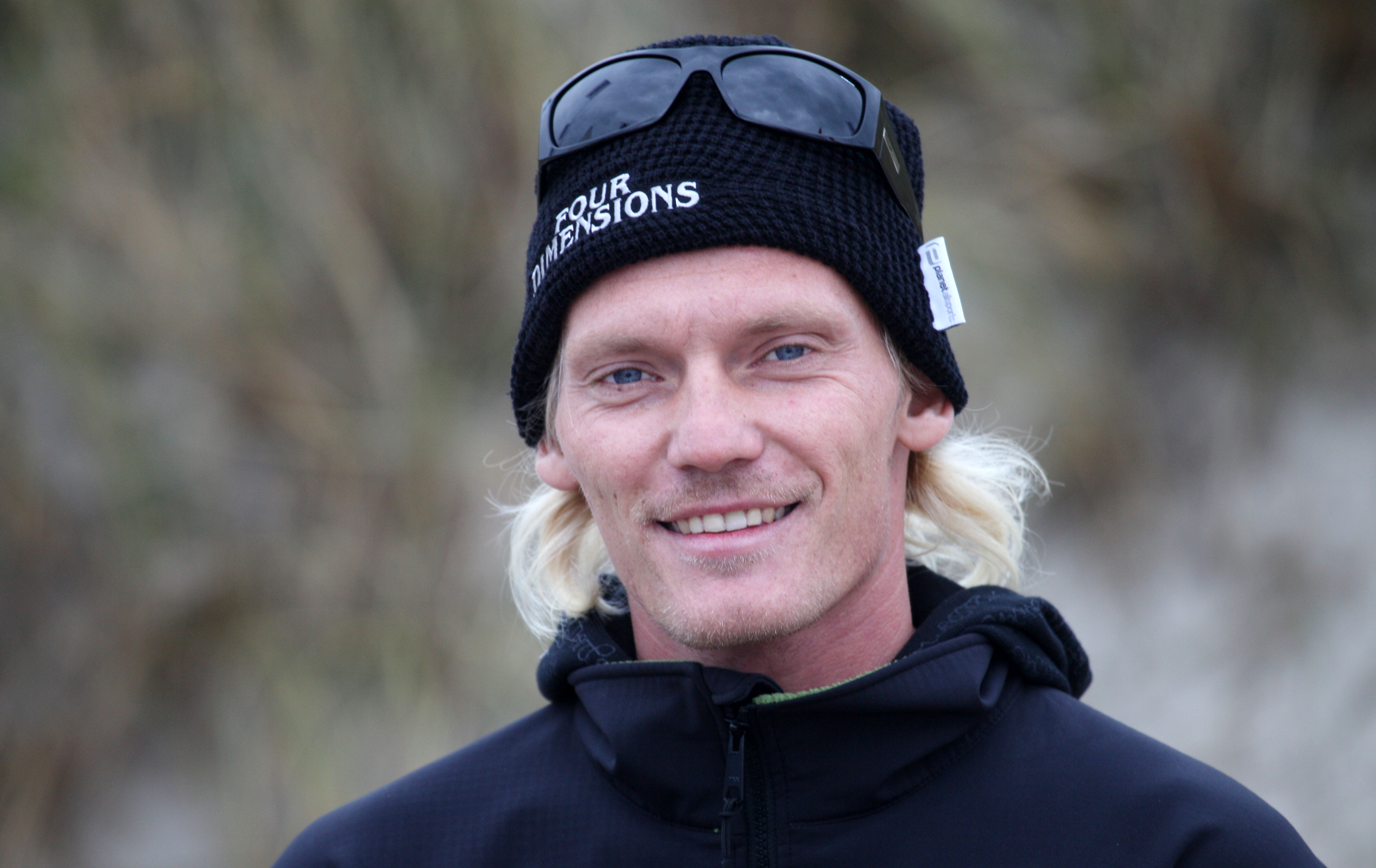
André Paskowski
(1982–2013)

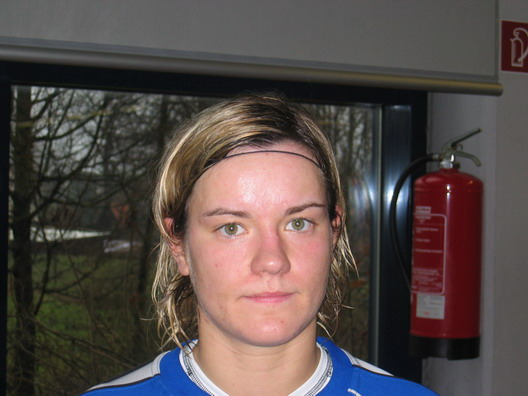
Jennifer Zietz (* 1983)

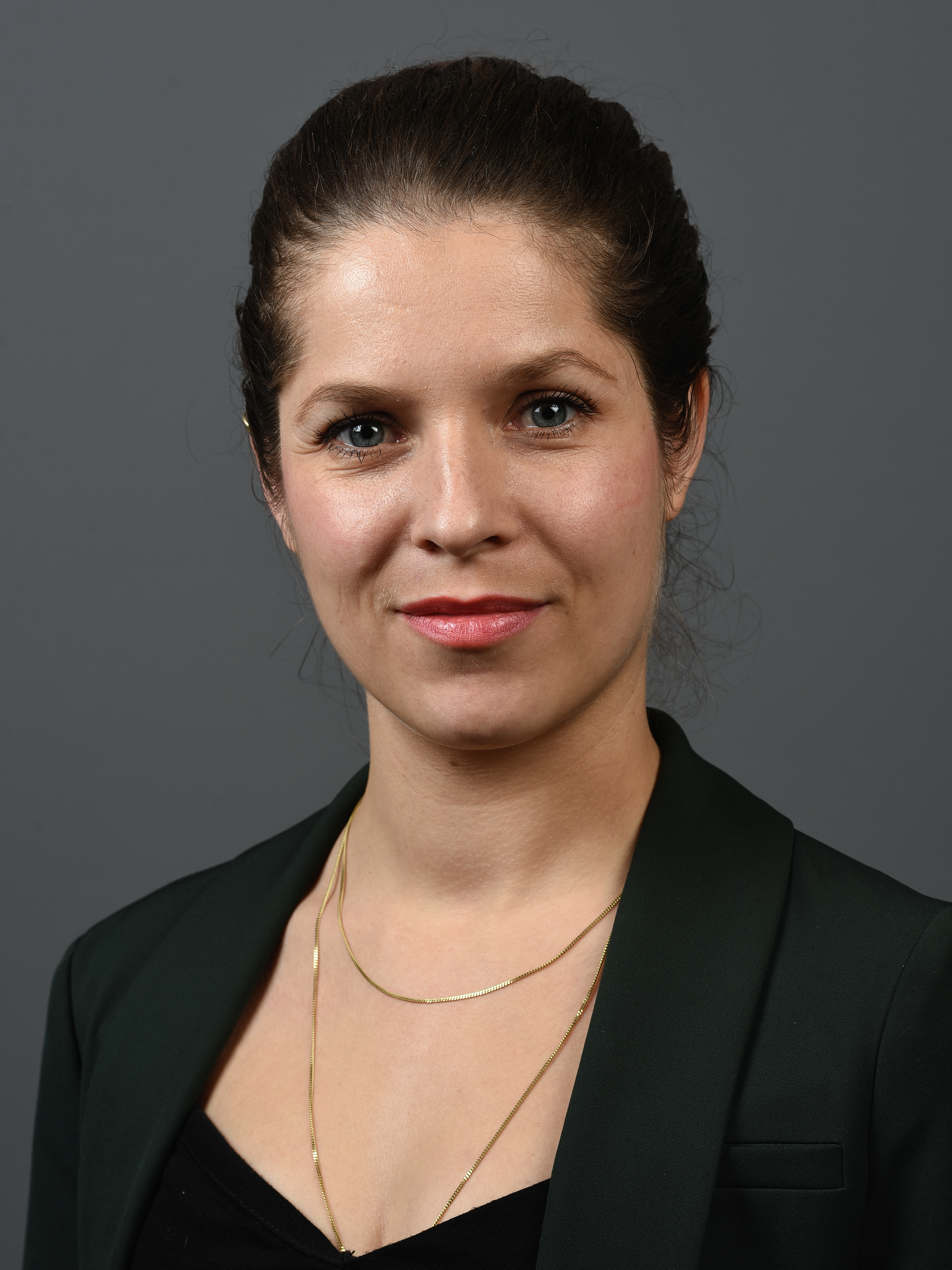
Anne Helm (* 1986)

- Simone Lichtenstein (* 1981), Opernsängerin (Sopran)
- Rainer Maaß (* 1981), Musicaldarsteller und Musikpädagoge
- Claudia Müller (* 1981), Politikerin
- Daniel Peters (* 1981), Politiker (CDU)
- Martin Pohl (* 1981), Fußballspieler
- Andrea Sparmann (* 1981), Moderatorin
- Matthias Flach (* 1982), Ruderer
- André Greipel (* 1982), Radrennfahrer
- Stephanie Kaiser (* 1982), IT-Managerin und IT-Unternehmerin
- Aika Klein (* 1982), Shorttrackerin
- Eva-Maria Kröger (* 1982), Politikerin
- Ulrike Lehmann (* 1982), Shorttrackerin
- Marteria (* 1982), Rapper
- André Paskowski (1982–2013), Windsurfer
- Tino Melzer (* 1982), Jurist und Datenschützer
- André Hartwig (* 1983), Short Tracker
- Katja Langkeit (* 1983), Handballspielerin
- Stine Marg (* 1983), Politikwissenschaftlerin
- Paul Martens (* 1983), Radrennfahrer
- Martin Ziemer (* 1983), Handballtorwart
- Jennifer Zietz (* 1983), Fußballspielerin
- Wenke Brüdgam (* 1984), Politikerin (Die Linke)
- Martin Hentschel (* 1984), Schauspieler, Buchautor und Kameramann
- Katharina Höftmann (* 1984), Journalistin und Buchautorin
- Willi Mathiszik (* 1984), Leichtathlet
- Marcus Rabenhorst (* 1984), Fußballtrainer
- Marcus Rickert (* 1984), Fußballspieler
- Marlene Sinnig (* 1984), Ruderin
- Dirk Mehlberg (* 1985), Volleyballspieler
- Christian Nitschke (* 1985), Triathlet
- Ole Schröder (* 1985), Fußballspieler
- Carolin Schumski (* 1985), Fußballspielerin
- Kai Bülow (* 1986), Fußballspieler
- Charlotte Eifler (* 1986), Künstlerin und Regisseurin
- Anne Helm (* 1986), Synchronsprecherin, Schauspielerin und Politikerin (Piraten)
- Karolin Holtz (* 1986), Basketballspielerin
- Matti Krause (* 1986), Schauspieler, Hörspiel- und Synchronsprecher
- Julia Mächtig (* 1986), Siebenkämpferin
- Martin Pett (* 1986), Fußballspieler
- Sandro Stielicke (* 1986), Skeletonpilot
- Paul Voß (* 1986), Radrennfahrer
- Julius Feldmeier (* 1987), Schauspieler
- Denise Hinrichs (* 1987), Kugelstoßerin
- Jan Koslowski (* 1987), Regisseur, Autor und Schauspieler
- Tom Lehmann (* 1987), Riemenruderer
- Janka Simowitsch (* 1987), Pianistin
- Lukas Steltner (* 1987), Schauspieler
- Maxi Hayn (* 1988), Handballspielerin
- Stephan Krüger (* 1988), Skullruderer
- Jakob Lakner (* 1988), Jazzmusiker
- Antje Peveling (* 1988), Handballspielerin
- Max Radestock (* 1988), Schauspieler
- Christian Schwarz (* 1988), Handballspieler
- Sweet Sophie (* 1988), Erotikdarstellerin
- Stefanie Draws (* 1989), Fußballspielerin
- Nadja Drygalla (* 1989), Ruderin
- Johannes Lange (* 1989), Schauspieler
- Luzie Loose (* 1989), Regisseurin und Drehbuchautorin
- Filipe Pirl (* 1989), Synchronsprecher
- Mathias Rocher (* 1989), Ruderer
- Arvid Schenk (* 1989), Fußballtorhüter
- Ulrike Sennewald (* 1989), Ruderin
- Julia Wärmer (* 1989), Ruderin
- Alex Friedland (* 1990), Schauspieler
- Catharina Schimpf (* 1990), Fußballspielerin
- Robert Wetzel (* 1990), Handballspieler

### 1991–2000
- Robert Hedemann (* 1991), Jazzmusiker
- Anna Majtkowski (* 1991), Schauspielerin
- Kevin Müller (* 1991), Fußballspieler
- Hannes Ocik (* 1991), Ruderer
- Tom Wetzel (* 1991), Handballspieler

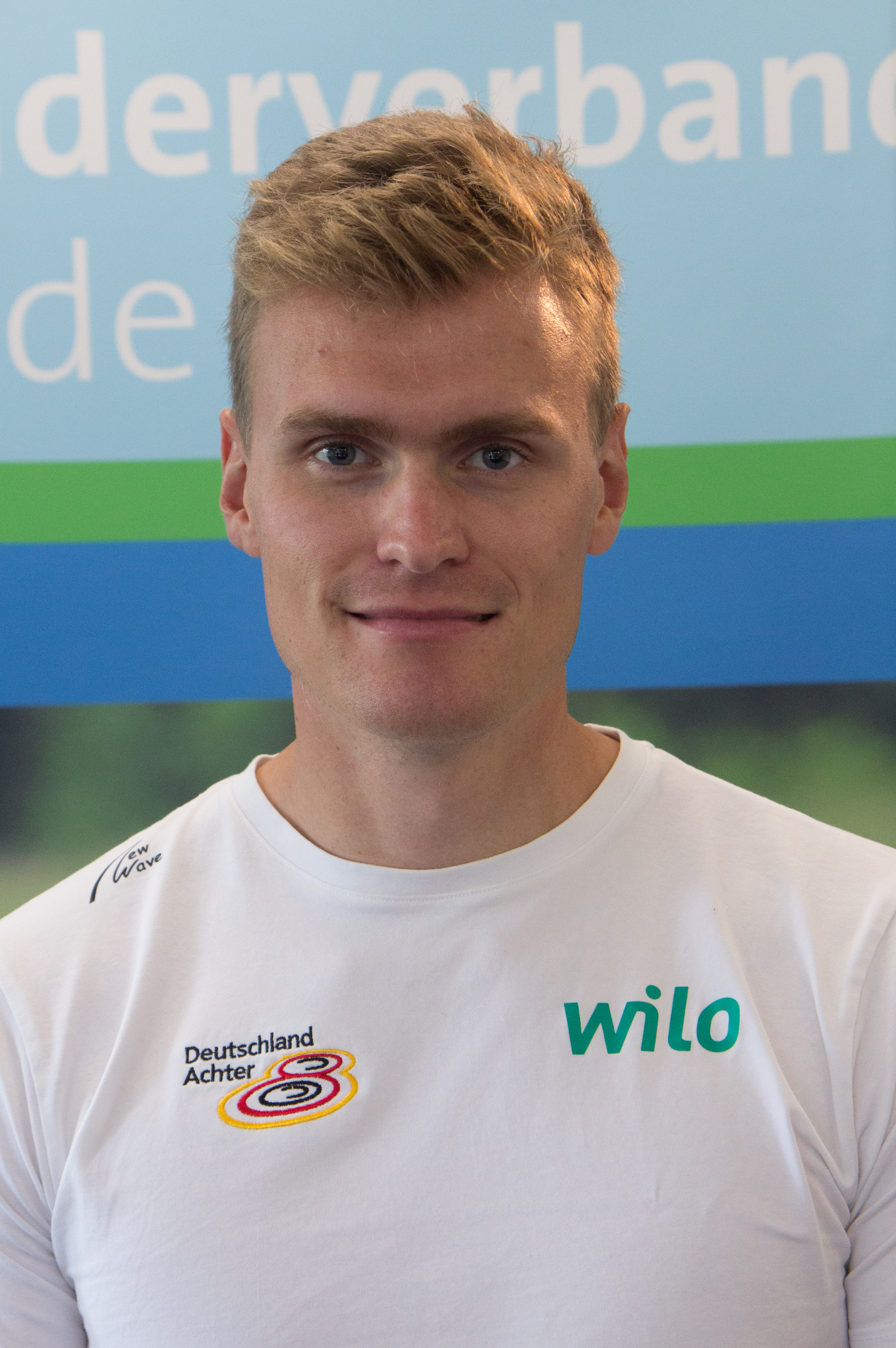
Hannes Ocik (* 1991)

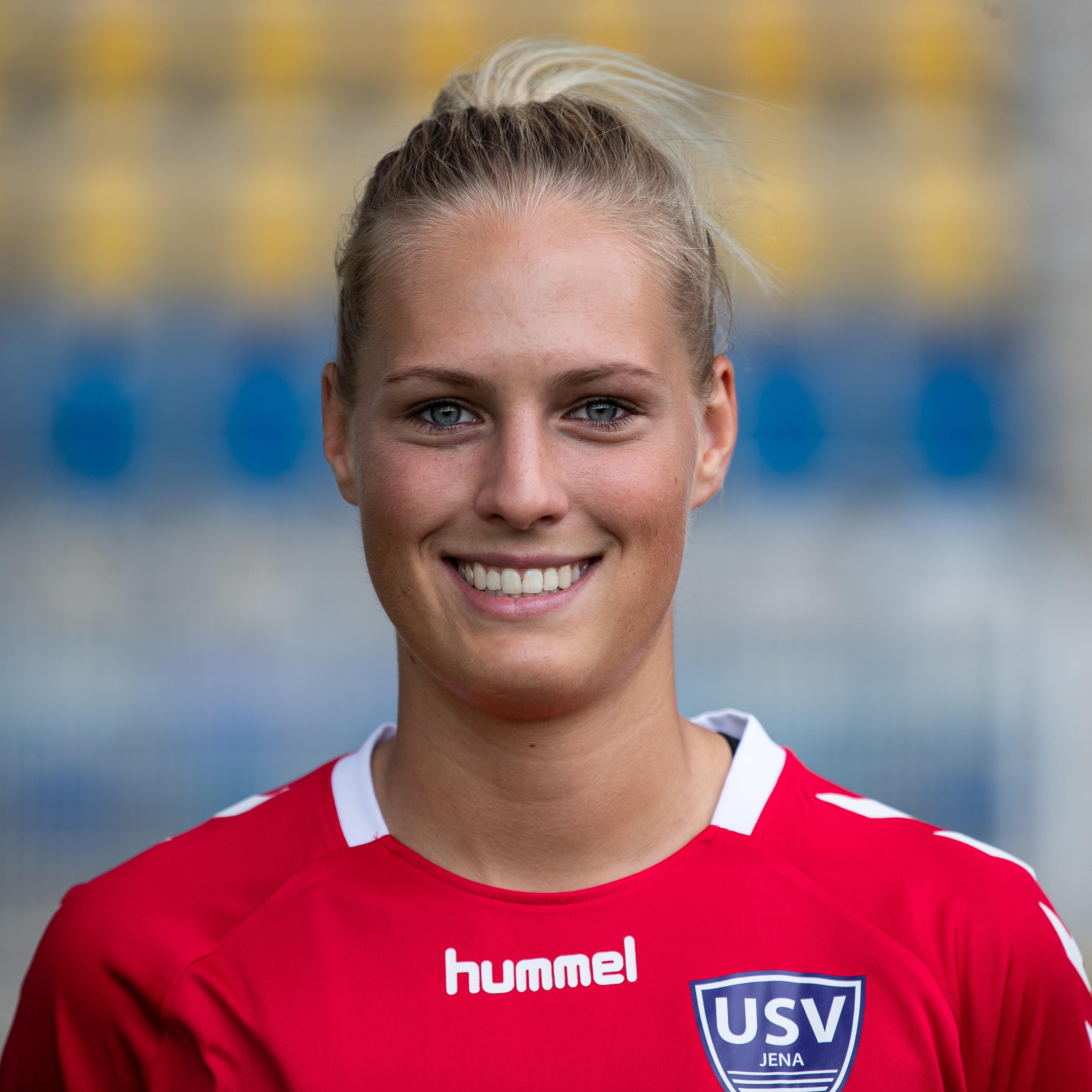
Inga Schuldt (* 1997)

- Daniel Fiß (* 1992), politischer Aktivist der Neuen Rechten
- Tommy Grupe (* 1992), Fußballspieler
- Tom Weilandt (* 1992), Fußballspieler
- Max Gleschinski (* 1993), Filmregisseur
- Edisson Jordanov (* 1993), bulgarisch-deutscher Fußballspieler
- Friederich Nagel (* 1993), Volleyballspieler
- Tom Böttcher (* 1994), Schauspieler
- Just Lucy (* 1994 als Lucia Katharina Berger), Erotikdarstellerin
- Florian Esdorf (* 1995), Fußballspieler
- Josephine Giard (* 1996), Fußballspielerin
- Nele Reimer (* 1996), Handballspielerin
- Clemens Prüfer (* 1997), Leichtathlet
- Inga Schuldt (* 1997), Fußballspielerin
- Philipp Sander (* 1998), Fußballspieler
- Johann Berger (* 1999), Fußballspieler
- Luisa Böse (* 1999), Schauspielerin
- Ron-Thorben Hoffmann (* 1999), Fußballspieler
- Luise von Stein (* 1999), Schauspielerin
- Mekyas Mulugeta (* 2000), Schauspieler
- Michel Ulrich (* 2000), Fußballspieler
- Paul Wiese (* 2000), Fußballspieler

## 21. Jahrhundert

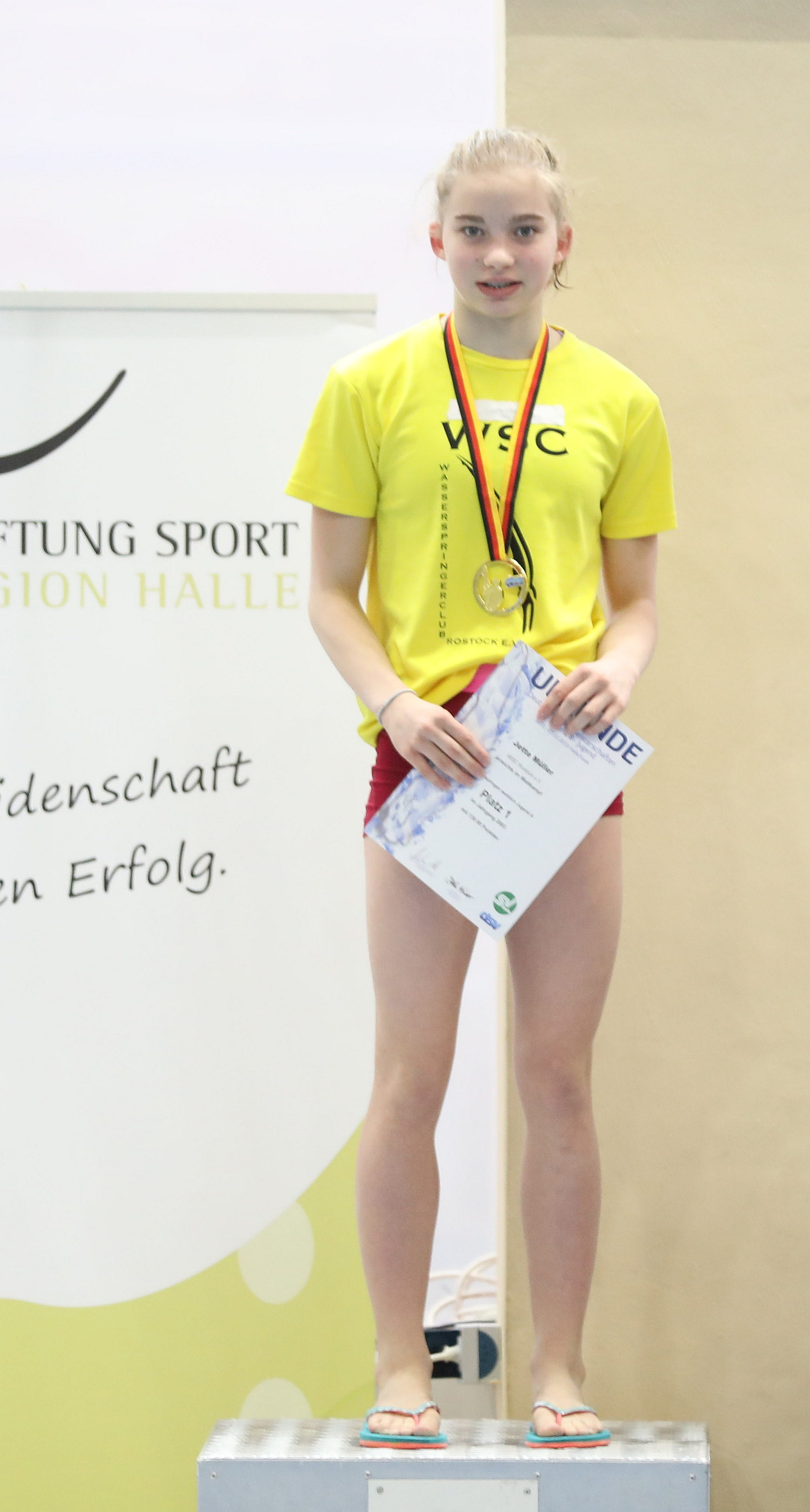
Jette Müller (* 2003)

- Svante Schmundt (* 2001), Basketballspieler
- Noah Weißhaupt (* 2001), Fußballspieler
- Jonas Dirkner (* 2002), Fußballspieler
- Theo Martens (* 2003), Fußballspieler
- Jette Müller (* 2003), Wasserspringerin
- Veit Stange (* 2004), Fußballspieler
- Hannah Etzold (* 2005), Fußballspielerin